# Conversión de San Pablo

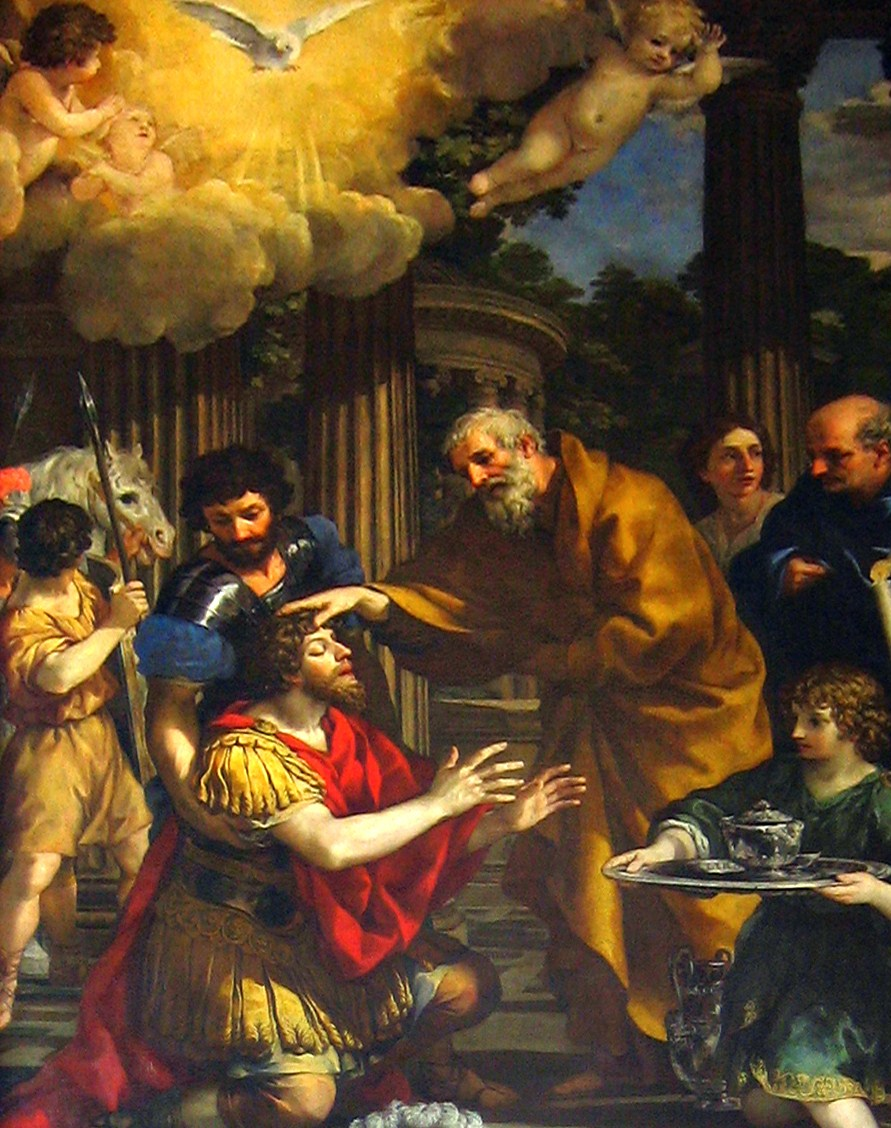
Pietro da Cortona (1631).

Conversión de San Pablo o caída en el camino a Damasco, también conversión paulina, conversión damascena, cristofanía camino a Damasco y acontecimiento del "camino a Damasco", fue, según el Nuevo Testamento, un acontecimiento en la vida de Saulo/Pablo Apóstol que le llevó a dejar de perseguir a los primeros cristianos y a convertirse en seguidor de Jesús, son denominaciones de un episodio neotestamentario (Hechos de los apóstoles, 9, 1-18; Primera epístola a los corintios 15, 8-9), muy representado en el arte, que relata la conversión de Saulo de Tarso al cristianismo. La Iglesia católica celebra este hecho como fiesta litúrgica el 25 de enero.

## Relatos del Nuevo Testamento
Saulo de Tarso, un ciudadano romano nacido en Tarso de Cilicia (Hch. 22:3), era un ferviente fanático del Judaísmo (Gal. 1:14) y perseguidor a muerte de los cristianos (Hch. 9:1, 13)(Gal. 1:13)(Hch. 22:4, 19-20). Tal era su odio por éstos, que Saulo se presenta ante las autoridades judías, el sumo sacerdote y el consejo de ancianos, y pide cartas que le permitan viajar a Damasco para "llevar atado a Jerusalén a cualquier hombre o mujer que perteneciera a Cristo" a fin de que fueran castigados (Hch. 9:1-2)(Hch. 22:5). 
La narrativa del Libro de los Hechos de los apóstoles sugiere que la conversión de Saulo ocurrió 4-7 años después de la crucifixión de Jesús. Los relatos de la experiencia de conversión de Pablo la describen como milagrosa, sobrenatural o de naturaleza reveladora.

### Antes de su conversión
Antes de su conversión, Pablo era conocido como Saulo y era "un fariseo de fariseos", quien "persiguió intensamente" a los seguidores de Jesús. Pablo describe su vida antes de la conversión en su Epístola a los Gálatas:

Pues ya habéis oído hablar de mi anterior modo de vida en el judaísmo, de cuán intensamente perseguí a la iglesia de Dios y traté de destruirla. Avanzaba en el judaísmo más que muchos de mi edad entre mi pueblo y era extremadamente celoso de las tradiciones de mis padres.
Gálatas 1:13-14, NVI

Pablo también habla de su vida antes de la conversión en su Epístola a los Filipenses, 3:4-6, y su participación en el apedreamiento de Esteban se describe en Hechos 7:57-8:3.

### Epístolas paulinas

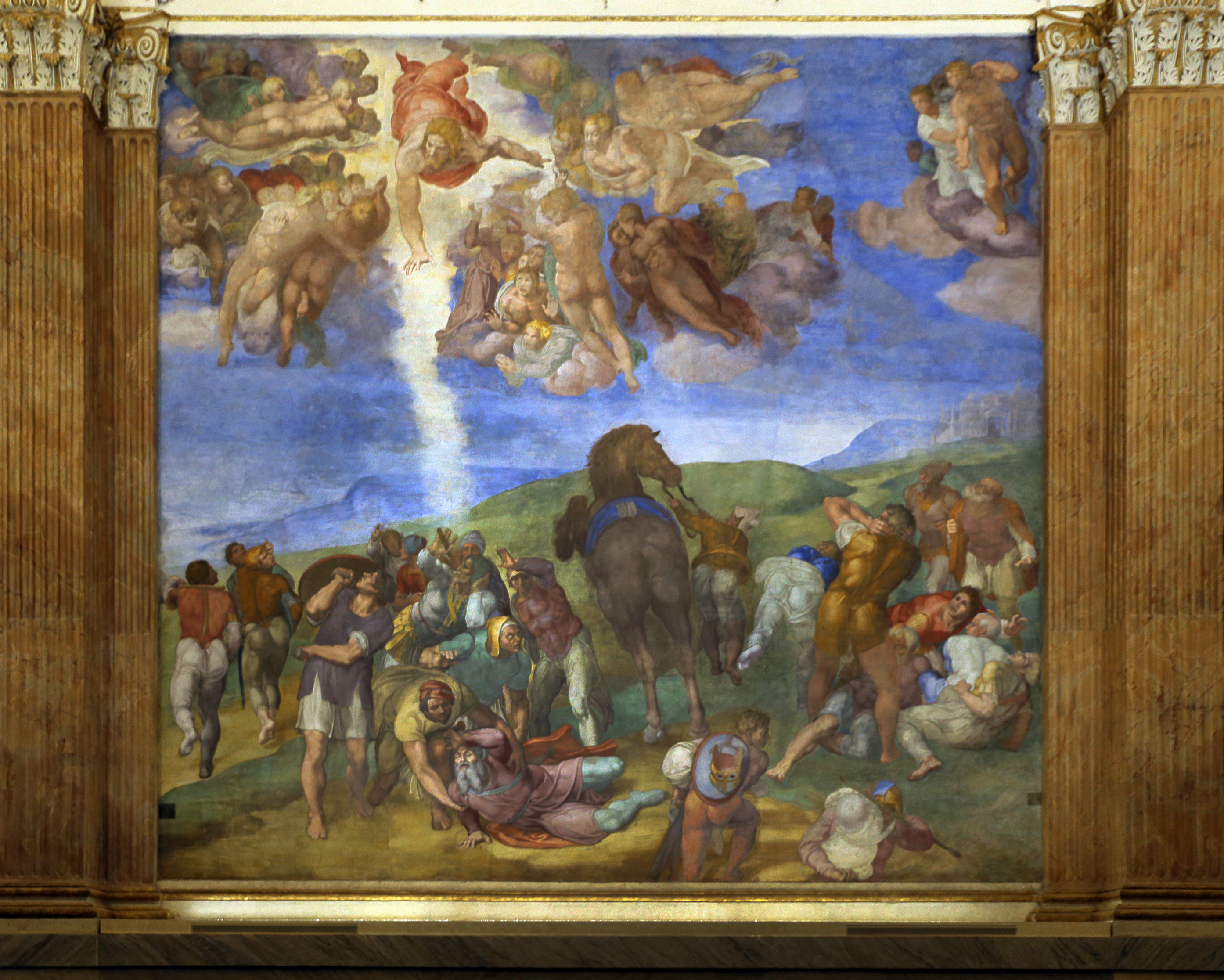
Fresco en la Cappella Paolina vaticana de Michelangelo, 1542-45

En las epístolas paulinas, la descripción de la experiencia de conversión de Pablo es breve. La Primera epístola a los corintios 9:1 y 15:3-8 describe a Pablo como habiendo visto a Cristo resucitado:

Porque ante todo les transmití a ustedes lo que yo mismo recibí: que Cristo murió por nuestros pecados según las Escrituras, que fue sepultado, que resucitó al tercer día según las Escrituras, que se apareció a Cefas y luego a los doce. Después se apareció a más de quinientos hermanos a la vez, la mayoría de los cuales vive todavía, aunque algunos han muerto. Luego se apareció a Santiago, más tarde a todos los apóstoles, y por último, como a uno nacido fuera de tiempo, se me apareció también a mí.
1 Corintios 15:3-8, NVI

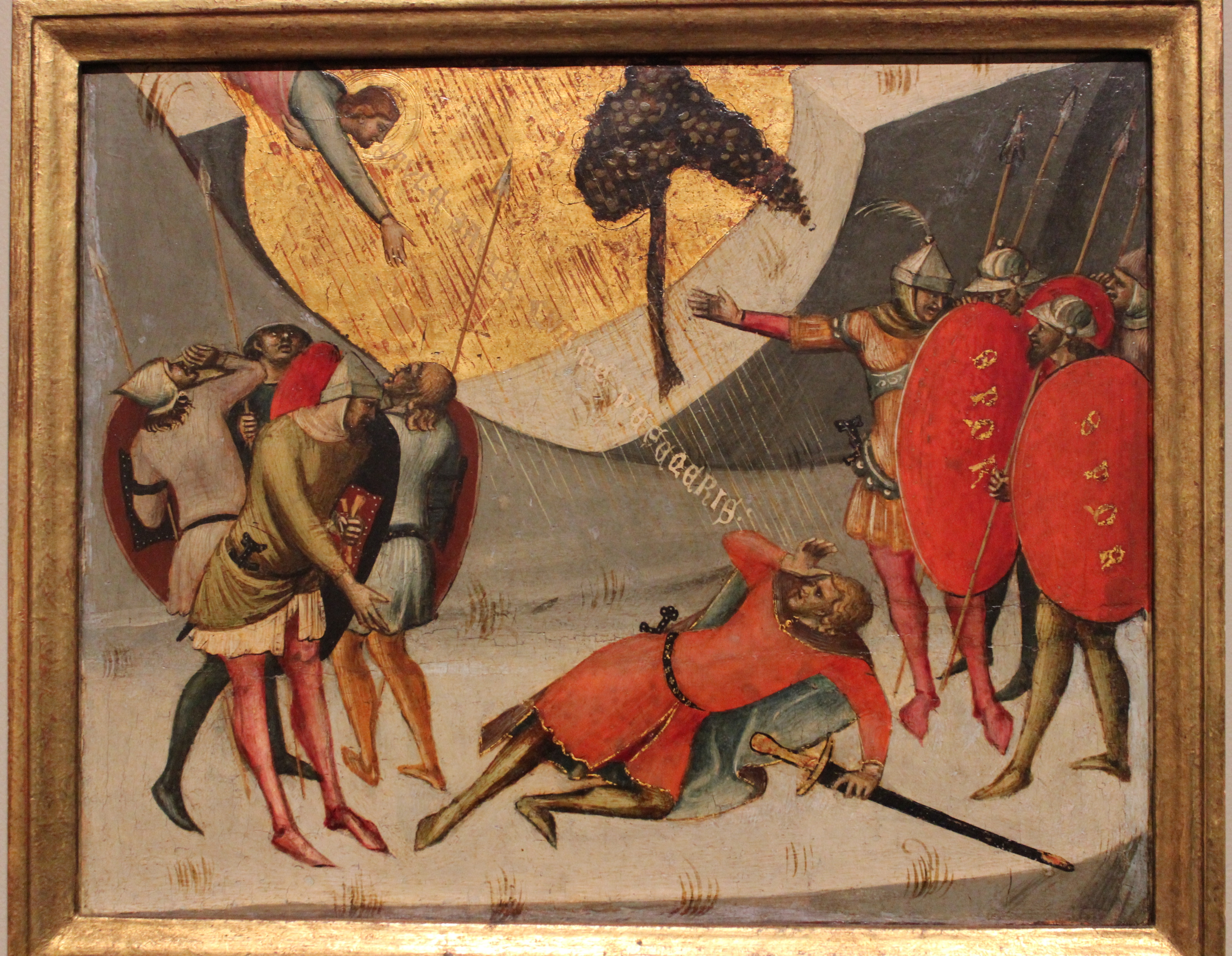
Panel de predela del de Luca di Tommè

La Segunda Epístola a los Corintios también describe la experiencia de revelación de Pablo. En el versículo 1, la traducción NVI menciona "revelaciones del Señor", pero otras traducciones, incluida la NRSV, traducen esa frase como "revelaciones del Señor". El pasaje comienza con Pablo pareciendo hablar de otra persona, pero muy pronto deja claro que está hablando de sí mismo.

Es necesario jactarse; nada se gana con ello, pero pasaré a las visiones y revelaciones del Señor. Conozco a una persona en Cristo que hace catorce años fue arrebatada al tercer cielo; si en el cuerpo o fuera del cuerpo, no lo sé; Dios lo sabe. Y sé que tal persona -no sé si en el cuerpo o fuera del cuerpo; Dios lo sabe- fue arrebatada al Paraíso y oyó cosas que no deben contarse, que a ningún mortal le está permitido repetir. En nombre de esa persona me jactaré, pero en mi propio nombre no me jactaré, excepto de mis debilidades. Pero si quiero presumir, no seré un necio, pues diré la verdad. Pero me abstengo de ello, para que nadie piense mejor de mí de lo que se ve en mí o se oye de mí, aun considerando el carácter excepcional de las revelaciones. Por eso, para que no me exaltara demasiado, me fue dada una espina en la carne, un mensajero de Satanás para atormentarme, a fin de que no me exaltara demasiado.
2 Corintios 12:1-7, NRSV

La Epístola a los Gálatas capítulo 1 también describe su conversión como una revelación divina, con la aparición de Jesús a Pablo.

Quiero que sepáis, hermanos y hermanas, que el Evangelio que he predicado no es de origen humano. No lo recibí de ningún hombre, ni me lo enseñaron; más bien, lo recibí por revelación de Jesucristo.
Porque habéis oído hablar de mi anterior forma de vida en el judaísmo, de lo intensamente que perseguí a la Iglesia de Dios e intenté destruirla. [...] Pero cuando Dios, que me apartó desde el vientre de mi madre y me llamó por su gracia, se complació en revelar a su Hijo en mí para que lo predicara entre los gentiles, mi respuesta inmediata fue no consultar a ningún ser humano.
Gálatas 1:11–16, NIV

### Hechos de los Apóstoles
Los Hechos de los Apóstoles hablan de la experiencia de conversión de Pablo en tres puntos diferentes del texto, con mucho más detalle que en los relatos de las cartas de Pablo. El Libro de los Hechos dice que Pablo se dirigía desde Jerusalén a Damasco Siria con un mandato emitido por el Sumo sacerdote de Israel para buscar y arrestar a seguidores de Jesús, con la intención de devolverlos a Jerusalén como prisioneros para ser interrogados y posiblemente ejecutados.  El viaje se interrumpe cuando Pablo ve una luz cegadora, y se comunica directamente con una voz divina.
Hechos 9 cuenta la historia como una narración en tercera persona:

Cuando se acercaba a Damasco en su viaje, de repente una luz del cielo brilló a su alrededor. Cayó al suelo y oyó una voz que le decía: Saulo, Saulo, ¿por qué me persigues?.

¿Quién eres, Señor? preguntó Saulo.
Yo soy Jesús, a quien tú persigues, respondió. Ahora levántate y entra en la ciudad, y se te dirá lo que debes hacer.

Los hombres que viajaban con Saulo se quedaron mudos; oyeron el ruido, pero no vieron a nadie. Pablo se levantó del suelo, pero al abrir los ojos no veía nada. Entonces lo llevaron de la mano a Damasco. Durante tres días estuvo ciego, y no comió ni bebió nada. Hechos 9:3-9, NVI.

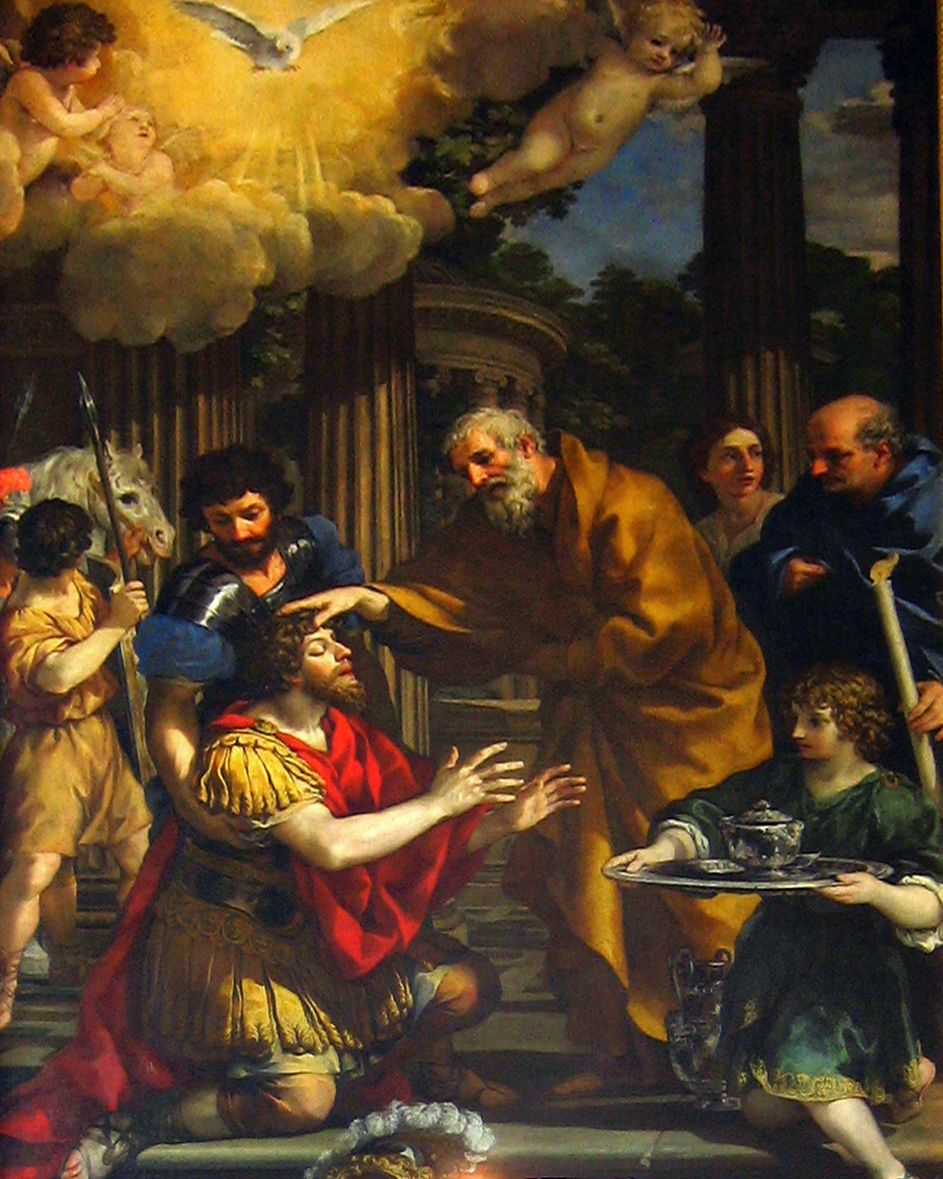
Ananías devolviendo la vista a San Pablo (c. 1631) de Pietro da Cortona

El relato continúa con una descripción de Ananías de Damasco recibiendo una revelación divina que le ordena visitar a Saulo en la casa de Judas en la Calle llamada Recta y allí se lleva a cabo la imposición de manos sobre él para devolverle la vista (tradicionalmente se cree que la casa de Judas estaba cerca del extremo oeste de la calle). Ananías se muestra inicialmente reacio, tras haber oído hablar de la persecución de Saulo, pero obedece el mandato divino:

Entonces Ananías fue a la casa y entró en ella. Poniendo las manos sobre Saulo, le dijo: "Hermano Saulo, el Señor-Jesús, que se te apareció en el camino cuando venías hacia aquí-me ha enviado para que vuelvas a ver y seas lleno del Espíritu Santo." Inmediatamente, algo parecido a escamas cayó de los ojos de Saulo, y pudo ver de nuevo. Se levantó, se bautizó y, después de comer, recobró las fuerzas. Hechos 9:13-19, NVI.

.

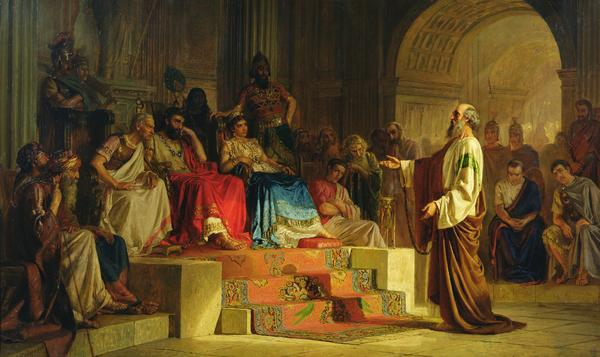
Pablo en el juicio ante Agripa (Hechos 26), según la imagen de Nikolai Bodarevsky, 1875

La segunda narración de Hechos sobre la conversión de Pablo se produce en un discurso que Pablo pronuncia cuando es arrestado en Jerusalén. Pablo se dirige a la multitud y les cuenta su conversión, con una descripción esencialmente igual a la de Hechos 9, pero con ligeras diferencias. Por ejemplo, Hechos 9:7 señala que los compañeros de Pablo no vieron a quién hablaba, mientras que Hechos 22:9 indica que sí participaron en ver la luz (véase también Diferencias entre los relatos, más adelante). El discurso está claramente adaptado a su público judío, y en Hechos 22:12 se hace hincapié en la buena reputación de Ananías entre los judíos de Damasco, más que en su cristianismo.
La tercera discusión de Hechos sobre la conversión de Pablo se produce cuando Pablo se dirige a Rey Agripa, defendiéndose de las acusaciones de antinomianismo que se han hecho contra él. Este relato es más breve que los otros. Una vez más, el discurso se adapta a su público, haciendo hincapié en lo que entendería un gobernante romano: la necesidad de obedecer a una visión celestial, y asegurando a Agripa que los cristianos no eran una sociedad secreta.

## Diferencias entre los relatos
Una contradicción en los detalles del relato de la visión reveladora de Pablo dado en los Hechos ha sido objeto de cierto debate. Mientras que 9:7 afirma que los compañeros de viaje de Pablo oyeron la voz, 22:9 afirma que no fue así. Tanto las lecturas tradicionales como la erudición bíblica moderna ven una discrepancia entre estos pasajes, pero los comentaristas de toda la tradición cristiana han argumentado que la discrepancia puede ser explicada. Richard Longenecker argumenta que los lectores del primer siglo podrían haber entendido los dos pasajes en el sentido de que todo el mundo oyó el sonido de la voz, pero "sólo Pablo entendió las palabras articuladas".
El debate gira en torno a dos palabras griegas. El sustantivo φωνή (phōnē - fuente de palabras castellanas como "teléfono", "fónico" y "fonema") se traduce como "voz, enunciado, informe, facultad del habla, la llamada de un animal", pero también como "sonido" cuando se refiere a un objeto inanimado.  Sin embargo, la palabra griega normal para un sonido inarticulado es ψόφος (psophos).El verbo ἀκούω (akouō - una fuente de palabras inglesas como "acústica"), que normalmente significa "oír", tiene el significado secundario de "entender", que es como la mayoría de las traducciones lo traducen en Cor. 14:2 , por ejemplo.  Sin embargo, este significado es tan poco frecuente que los principales diccionarios de inglés a griego no incluyen ἀκούω entre las posibles traducciones de "entender". Resolver la discrepancia implica traducir φωνή y ἀκούω en Hechos 9:7 como "sonido" y "oír" respectivamente, pero traducir las mismas palabras en Hechos 22:9 como "voz" y "entender".
La Nueva Versión Estándar Revisada(NRSV), que es comúnmente la traducción preferida de los eruditos bíblicos y utilizada en las publicaciones más influyentes en el campo, interpreta los dos textos de la siguiente manera:  

Los hombres que viajaban con él se quedaron mudos porque oían la voz pero no veían a nadie.  (Hechos 9:7)
Ahora bien, los que estaban conmigo vieron la luz, pero no oyeron la voz del que me hablaba. (Hechos 22:9)

La mayoría de las traducciones tradicionales, incluida la King James Version inglesa (KJV), la Vulgata latina, y Luther's Traducción alemana son similares, traduciendo las palabras clave de forma idéntica en cada uno de los textos paralelos, y no disimulando así la contradicción. Sin embargo, desde la década de 1970, algunas versiones han intentado una traducción armonizadora, incluyendo la Nueva Versión Internacional (NVI), que dice:

Los hombres que viajaban con Saulo se quedaron mudos; oyeron el ruido, pero no vieron a nadie. (Hechos 9:7)
Mis compañeros vieron la luz, pero no entendieron la voz del que me hablaba. (Hechos 22:9)

Igualmente la Biblia NET y otras. Al traducir φωνή y ἀκούω de forma diferente en cada caso, se disimula la contradicción.
Los partidarios de las lecturas armonizadoras señalan a veces que en Hch 9,7, ἀκούω aparece en una construcción de participio con un genitivo (ἀκούοντες μὲν τῆς φωνῆς), y en Hch 22: 9 como verbo finito con objeto acusativo (φωνὴν οὐκ ἤκουσαν). Nigel Turner sugiere que el uso del acusativo indica oír con entender. Más comúnmente, los defensores de este punto de vista han afirmado que el genitivo se utiliza cuando se escucha a una persona, el acusativo para una cosa, que va en la misma dirección, pero produce un argumento mucho más débil.Los estudiosos del Nuevo Testamento Daniel B. Wallace y F.F. Bruce consideran que este argumento basado en casos no es concluyente y advierten contra su uso. Wallace reúne todos los ejemplos de ἀκούω con cada construcción en el Nuevo Testamento y encuentra que hay más excepciones a la supuesta regla que ejemplos de ella. Concluye: "independientemente de cómo se trabaje a través de los relatos de la conversión de Pablo, una apelación a diferentes casos probablemente no debería formar parte de la solución."

## Implicaciones teológicas

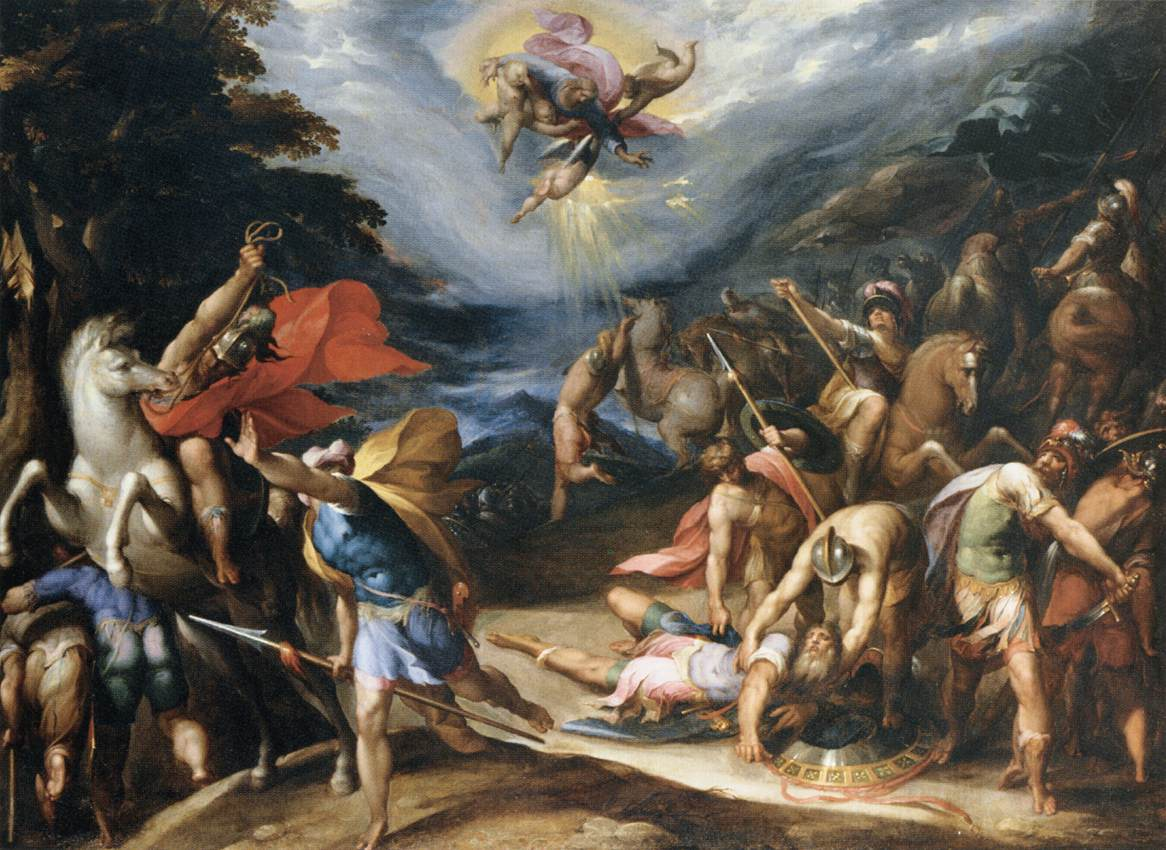
Hans Speckaert

Mientras que los protestantes veían la conversión como una demostración de sola fide', los católicos de la Contrarreforma la veían como una demostración, o al menos una metáfora, del poder de la predicación, que recibió un nuevo y fuerte énfasis tras el Concilio de Trento.
La conversión de Pablo, a pesar de sus intentos de erradicar por completo el cristianismo, se considera una prueba del poder de la Gracia divina, sin "ninguna caída tan profunda que la gracia no pueda descender hasta ella" y "ninguna altura tan elevada que la gracia no pueda elevar al pecador hasta ella." También demuestra "el poder de Dios para utilizarlo todo, incluso al perseguidor hostil, para lograr el propósito divino."
No hay pruebas que sugieran que Pablo llegara al camino de Damasco ya con un esquema único, sólido y coherente que pudiera formar el marco de su teología madura. Por el contrario, la conversión, y la comprensión asociada del significado de la resurrección de Jesús crucificado, le hicieron replantearse desde la base todo aquello en lo que había creído, desde su propia identidad hasta su comprensión del judaísmo del Segundo Templo y de quién era Dios en realidad. 
El efecto transformador de la conversión de Pablo influyó en la clara antítesis que vio "entre la justicia basada en la ley," que había buscado en su vida anterior; y "la justicia basada en la muerte de Cristo," que describe, por ejemplo, en la Epístola a los Gálatas.
Basándos en el testimonio de Pablo en Gálatas 1 y en los relatos de los Hechos (Hechos 9, 22, 26), donde se menciona específicamente que a Pablo se le encomendó ser testigo de los gentiles, podría interpretarse que lo ocurrido en el camino de Damasco no fue sólo una conversión del judaísmo del siglo I a una fe centrada en Jesucristo, sino también un encargo a Pablo como Apóstol de los gentiles -aunque en la mente de Pablo ambas cosas equivalían a lo mismo. 

## Explicaciones alternativas

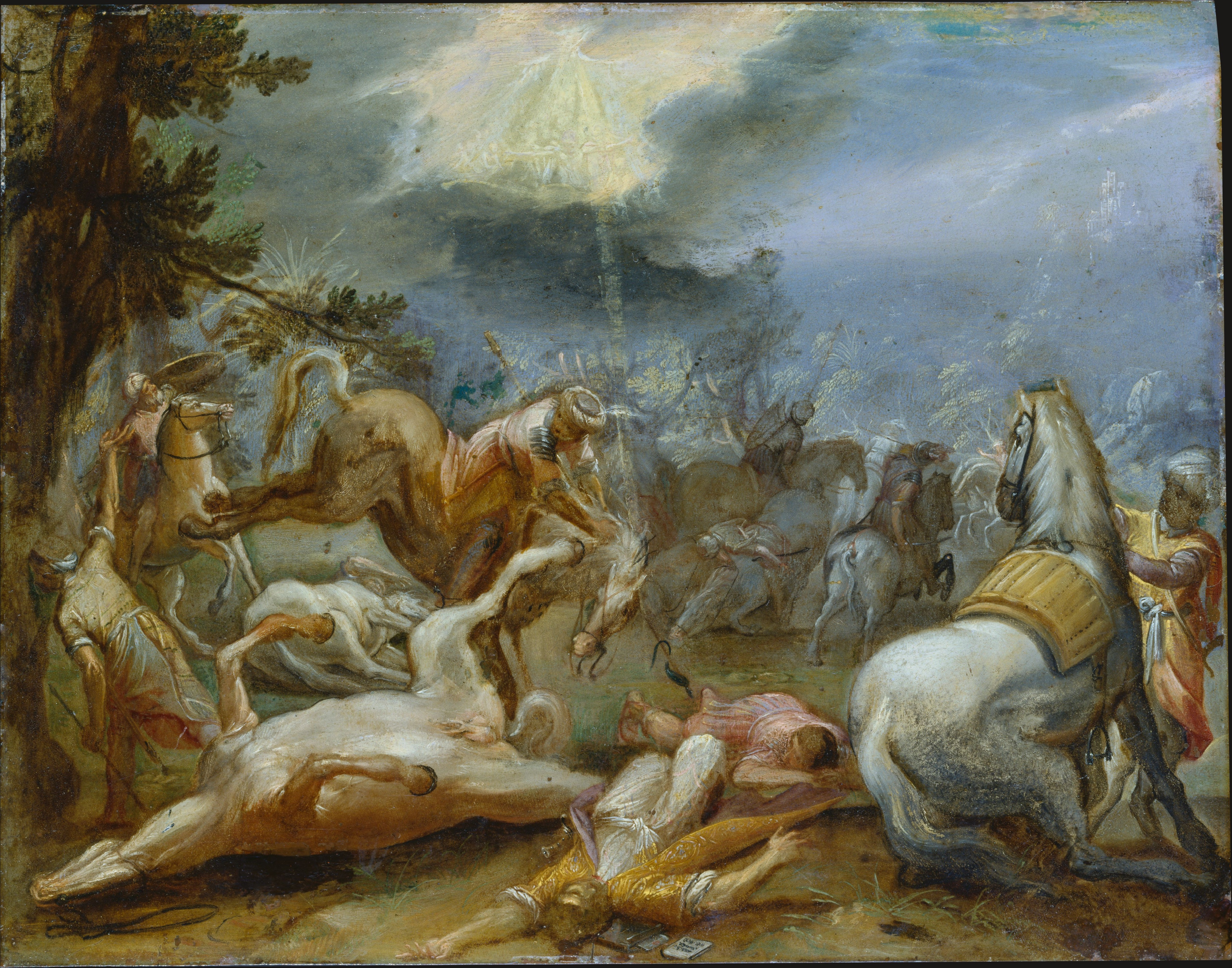
Adam Elsheimer

Los Hechos de los Apóstoles dicen que la experiencia de conversión de Pablo fue un encuentro con Cristo resucitado. Se han propuesto explicaciones alternativas, como insolación y convulsión. En 1987, D. Landsborough publicó un artículo en el Journal of Neurology, Neurosurgery, and Psychiatry, en el que afirmaba que la experiencia de conversión de Pablo, con la luz brillante, la pérdida de la postura corporal normal, un mensaje de fuerte contenido religioso y su posterior ceguera, sugerían "un ataque de epilepsia del lóbulo temporal, que tal vez terminó en una convulsión .... La ceguera que siguió puede haber sido post-ictal."
Esta conclusión fue cuestionada en la misma revista por James R. Brorson y Kathleen Brewer, quien afirmó que esta hipótesis no explicaba por qué los compañeros de Pablo oyeron una voz (Hechos 9:7), vieron una luz, o cayeron al suelo.  Además, la ceguera de Pablo remitió de forma repentina, en lugar de la resolución gradual típica de los estados post-ictales, y no se menciona ninguna convulsión epiléptica; de hecho, tales convulsiones podrían, en la época de Pablo, haber sido interpretadas como un signo de influencia demoníaca, poco probable en alguien aceptado como líder religioso.
Un artículo publicado en 2012 en el Journal of Neuropsychiatry and Clinical Neurosciences sugería que la experiencia de conversión de Pablo podría entenderse como un hecho psicógeno. Esto ocurre en el contexto general de otras experiencias auditivas y visuales de Pablo que los autores proponen que pueden haber sido causadas por trastorno del estado de ánimo síntomas del espectro psicótico asociados.

## Comentario católico
Justus Knecht comenta el poder de la gracia divina en la conversión de Pablo:

Nuestro Bendito Señor previno a Saulo con su gracia, iluminó su entendimiento, movió su corazón y preparó su voluntad para hacer todo lo que se le ordenó. En medio de su pecaminosa carrera, la gracia llamó a Saulo para que se detuviera, y cambió su corazón tan completamente que el acérrimo enemigo de Jesucristo se transformó en un apóstol, todo resplandeciente de amor; y el perseguidor de la fe cristiana se convirtió en su infatigable defensor y abogado. Así San Pablo pudo decir de sí mismo: "Por la gracia de Dios soy lo que soy; y su gracia en mí no ha sido nula, sino que he trabajado más abundantemente que todos ellos: pero no yo, sino la gracia de Dios conmigo (1 Cor. 15:10).

Tomás de Aquino ve la conversión de Pablo como un ejemplo de una gracia repentina de Dios, escribiendo en su Summa Theologiae:

Puesto que un hombre no puede prepararse para la gracia a menos que Dios se lo impida y lo mueva al bien, no importa si alguien llega a la preparación perfecta instantáneamente, o paso a paso. Porque está escrito (Ecl. 11:23): "Fácil es a los ojos de Dios enriquecer de repente al pobre". Ahora bien, a veces sucede que Dios mueve a un hombre al bien, pero no al bien perfecto, y esta preparación precede a la gracia. Pero a veces lo mueve de repente y perfectamente al bien, y el hombre recibe la gracia de repente, según Jn. 6,45: "Todo el que ha oído al Padre y ha aprendido, viene a Mí." Y así le sucedió a Pablo, pues, de repente, cuando estaba en medio del pecado, su corazón fue movido perfectamente por Dios a oír, a aprender, a venir; y por eso recibió la gracia de repente. 

## El encuentro
Es importante llamar a este episodio el encuentro, donde Pablo realmente vio a Cristo resucitado (1 Cor. 9:1 ¿No soy un apóstol? ¿No he visto a Jesús Señor nuestro? 1 Cor. 15:8 [Cristo] se apareció también a mí). No fue una visión o un sueño, fue un evento objetivo. La característica de "real" o "en la carne" que tiene este episodio es importantísima dado que es lo que convierte a Pablo en apóstol (uno de los requisitos es estar con Jesús resucitado).
Los que viajaban con Saulo vieron la luz, pero no escucharon a Cristo hablar (Hch. 22:9). Saulo, por otro lado, quedó temporalmente ciego a causa del encuentro con la Gloria de Dios, por lo que sus acompañantes tuvieron que guiarlo hasta la ciudad (Hch. 22:11). Tras esta fuerte vivencia, los hombres llegan a Damasco, donde Saulo se encuentra con Ananías, un hombre piadoso conforme a la ley y enviado por Cristo para sanarlo. Ananías le impone las manos en nombre de Jesús, y Saulo recupera la vista al instante. Inmediatamente, Pablo se bautiza.
Ananías también le dejó a Pablo su misión El Dios de nuestros padres te designó de antemano para que conozcas su voluntad y veas al Justo y oigas la voz de su boca, pues le serás testigo ante todos los hombres de lo que has visto y oído.
Tradicionalmente se ha considerado este episodio como el que mejor representa la conversión al cristianismo, de modo que la expresión camino a Damasco ha pasado a ser sinónimo de «conversión».

## En las artes
El tema no era común en el arte medieval, sólo solía pintarse como una de varias escenas de predela de su vida bajo un retablo dedicado al santo. A partir del Renacimiento se popularizó gradualmente como tema de cuadros de mayor tamaño.  Aparte del significado religioso, el tema permitía al artista incluir elementos paisajísticos, una multitud de figuras y caballos.  El dramatismo del acontecimiento atrajo especialmente a los pintores barrocos.  A veces se combinaba con la entrega de las Llaves a San Pedro, aunque en la Capilla Paolina del Vaticano Cappella Paolina Miguel Ángel la emparejó con la Crucifixión de Pedro en la década de 1540, quizás en un cambio del plan original.
La conversión de Pablo ha sido representada por muchos artistas, entre ellos Alberto Durero, Francisco Camilo, Giovanni Bellini, Fra Angelico, Fra Bartolomeo, Pieter Bruegel el Viejo, William Blake, Luca Giordano, Sante Peranda y Juan Antonio de Frías y Escalante. El fresco de Miguel Ángel La conversión de Saulo se encuentra en la Capilla Paolina del Palacio Vaticano.
El maestro italiano del Renacimiento Caravaggio pintó dos obras que representan el acontecimiento: La conversión de San Pablo y La conversión camino de Damasco. Peter Paul Rubens también realizó varias obras sobre el tema.
Muchas de las representaciones muestran a Pablo, y a menudo a varios de sus compañeros, recorriendo el camino de Damasco a caballo.  Esto no se menciona en los relatos bíblicos (que no dicen cómo viajaba), y sin duda hace que la composición sea más dramática. Los caballos suelen aparecer perturbados por la súbita aparición de la visión, y a menudo han caído al suelo.  También puede reflejar cómo la gente de las distintas épocas esperaba que una persona de la importancia de Pablo recorriera una distancia de 135 millas (o 218 km). Quizá aparecido por primera vez en el siglo XIV, el caballo de Pablo aparece en las representaciones más importantes a partir del siglo XV.

## En la pintura
El tema da oportunidad de representar una escena dinámica, con presencia de caballos, y efectos de luz.

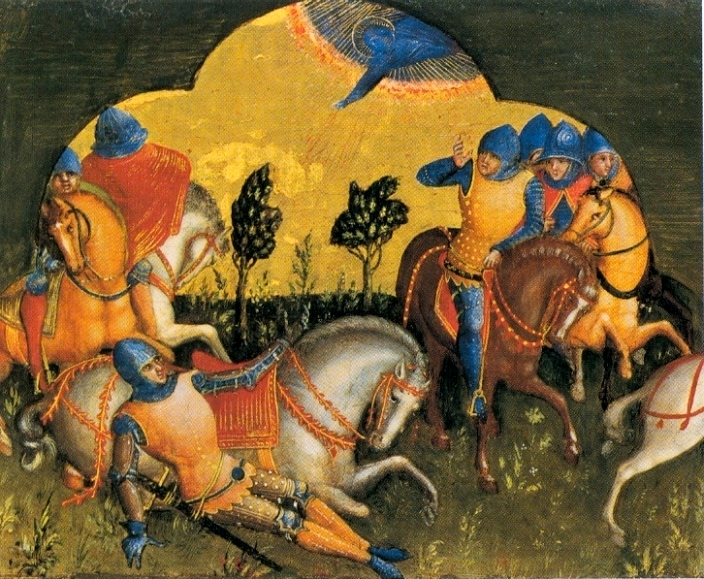
Lorenzo Veneziano (1370)
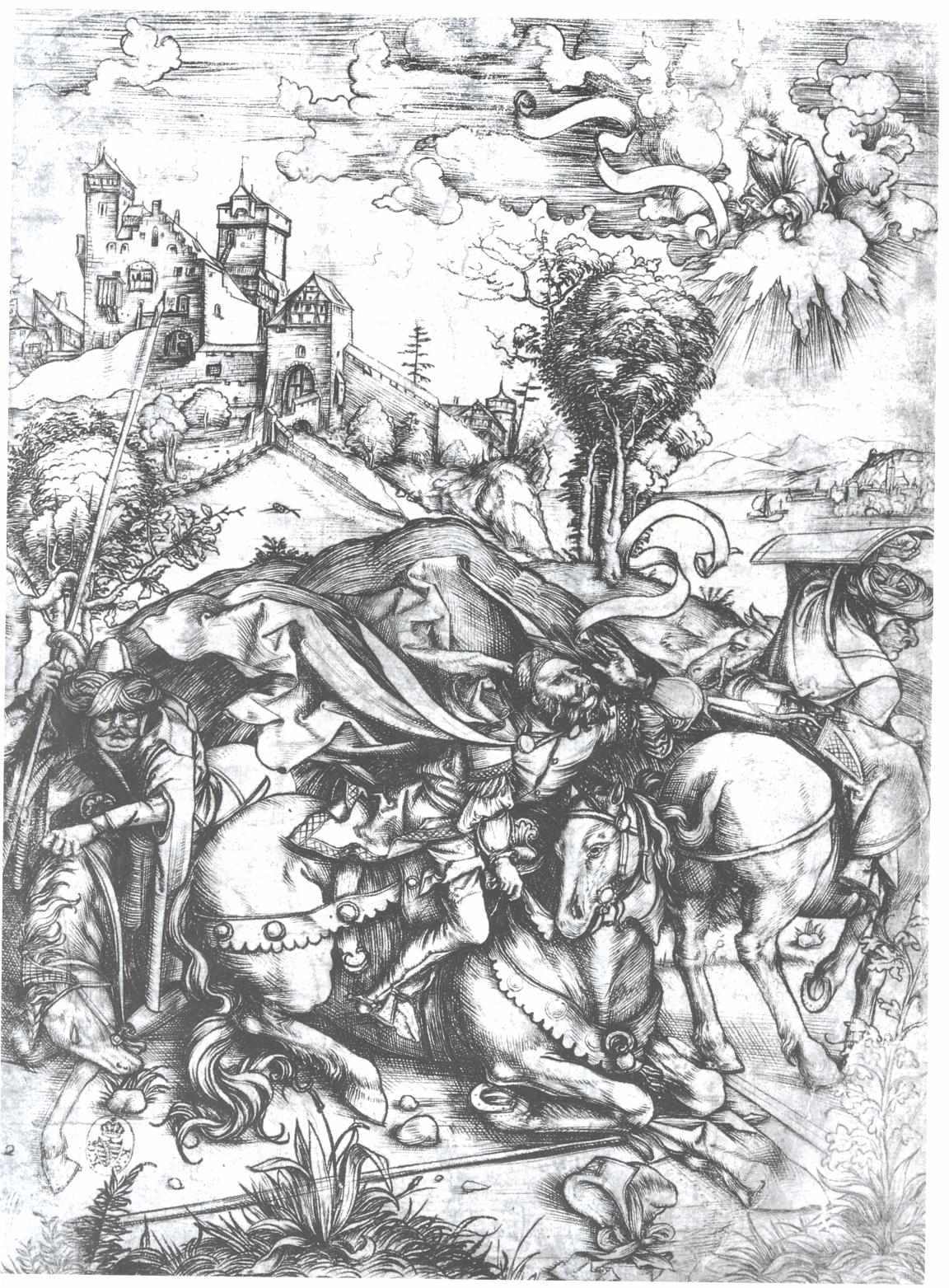
Durero

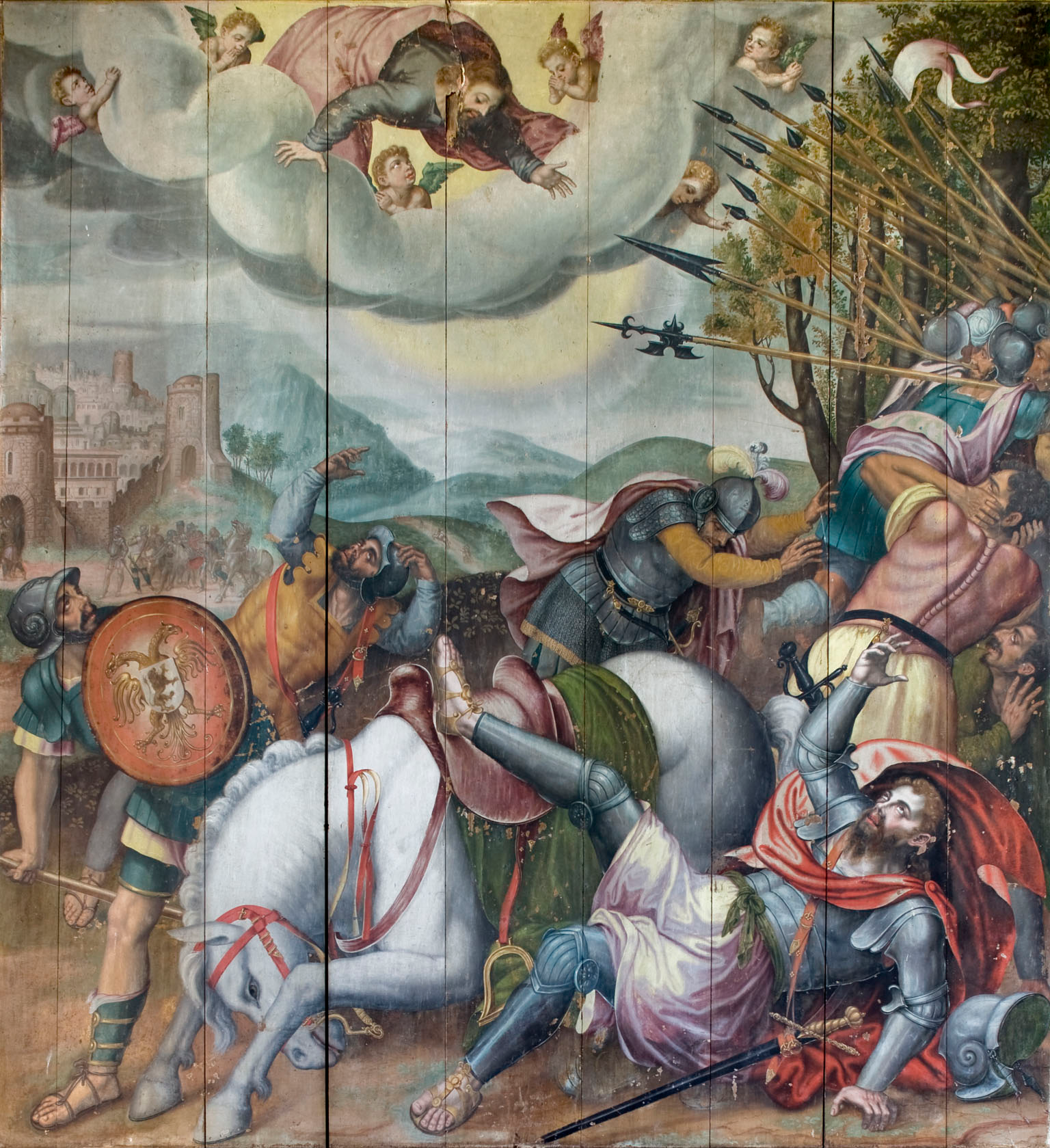
Conversión de San Pablo (c. 1562-95) - Francisco João (Iglesia Parroquial de San Pablo en Pavía, Mora)
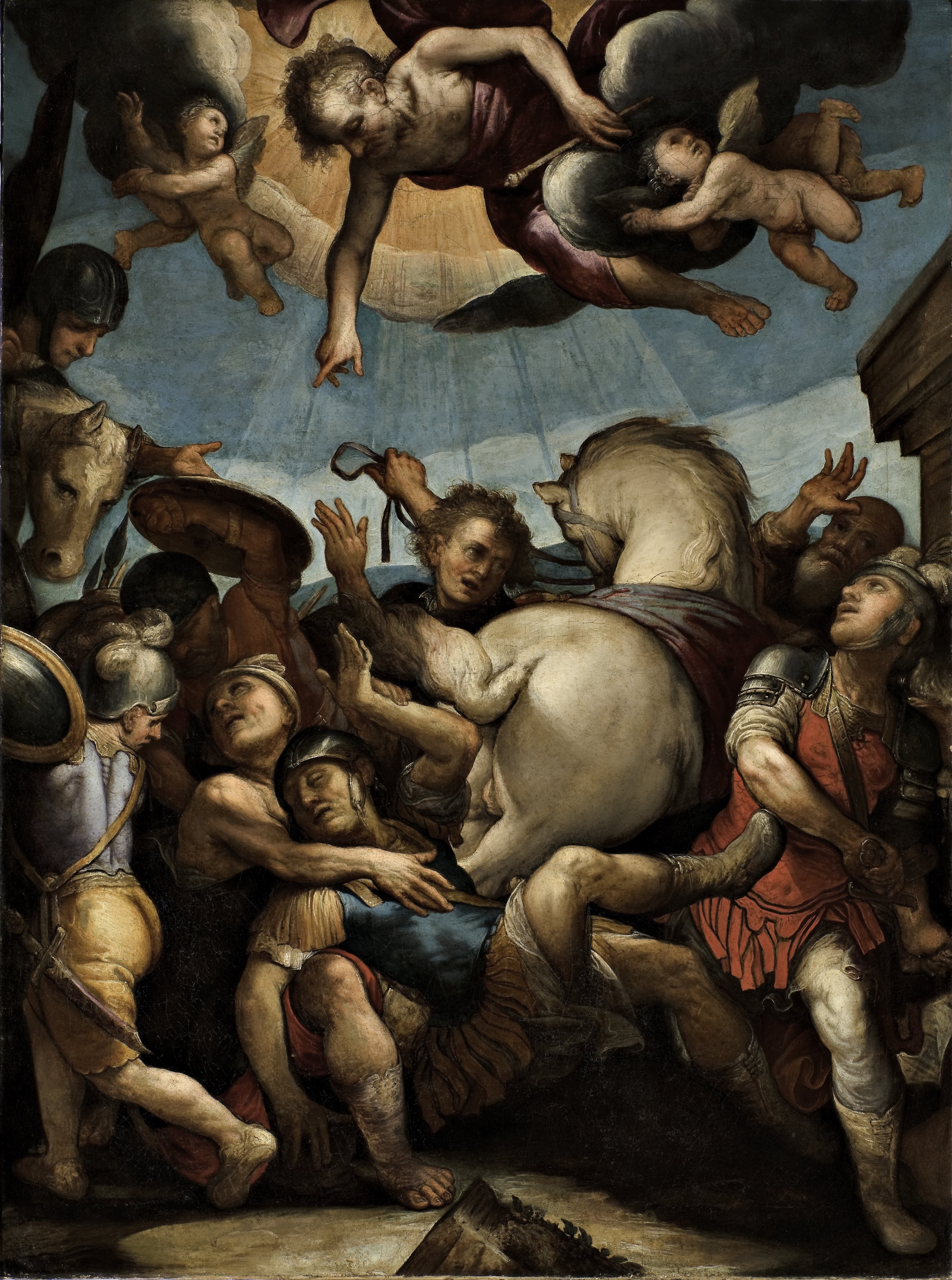
Ferraù Fenzoni - The conversion of St Paul
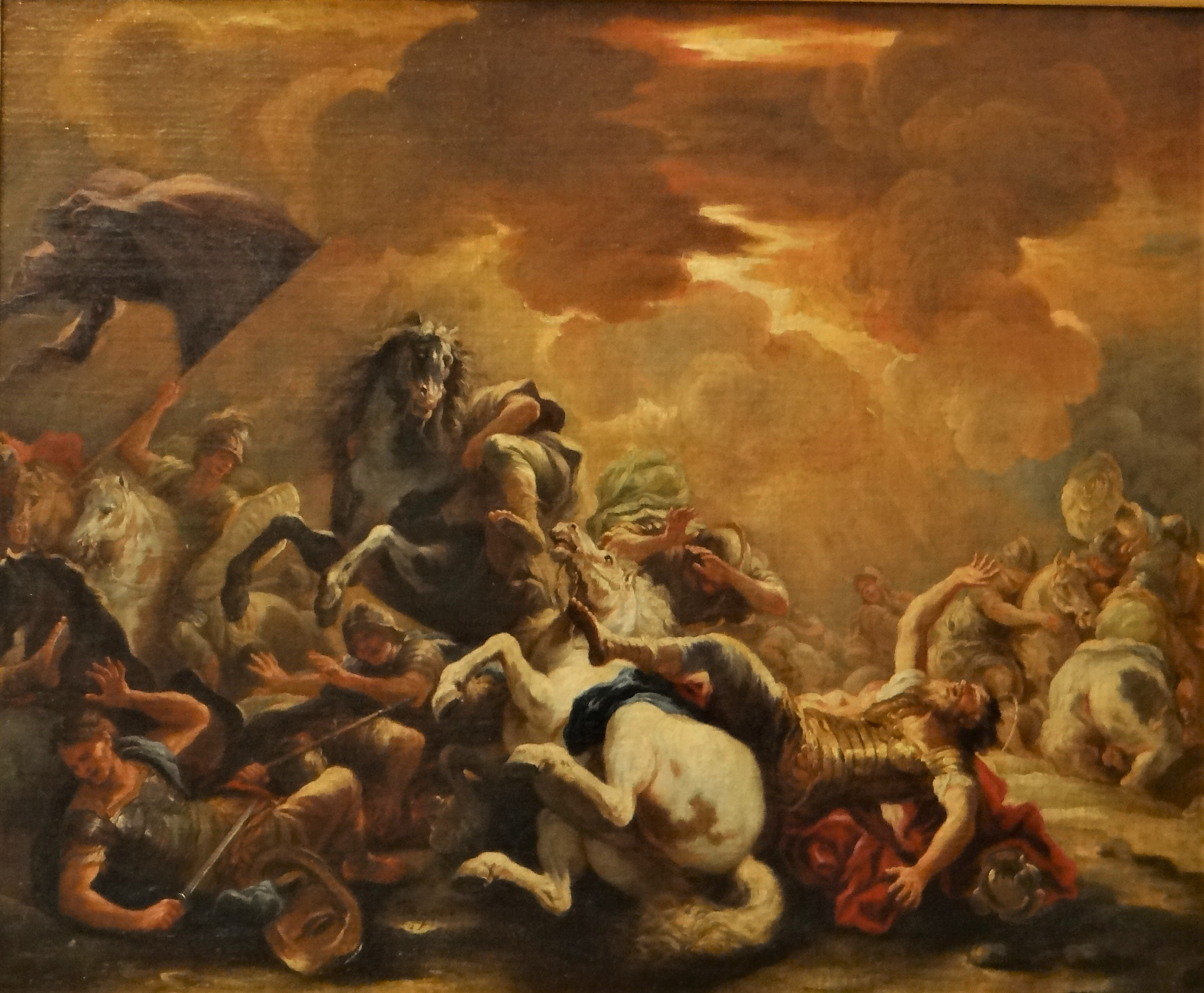
Musée d'art et d'archéologie du Périgord - Luca Giordano - San Pablo en el camino de Damas
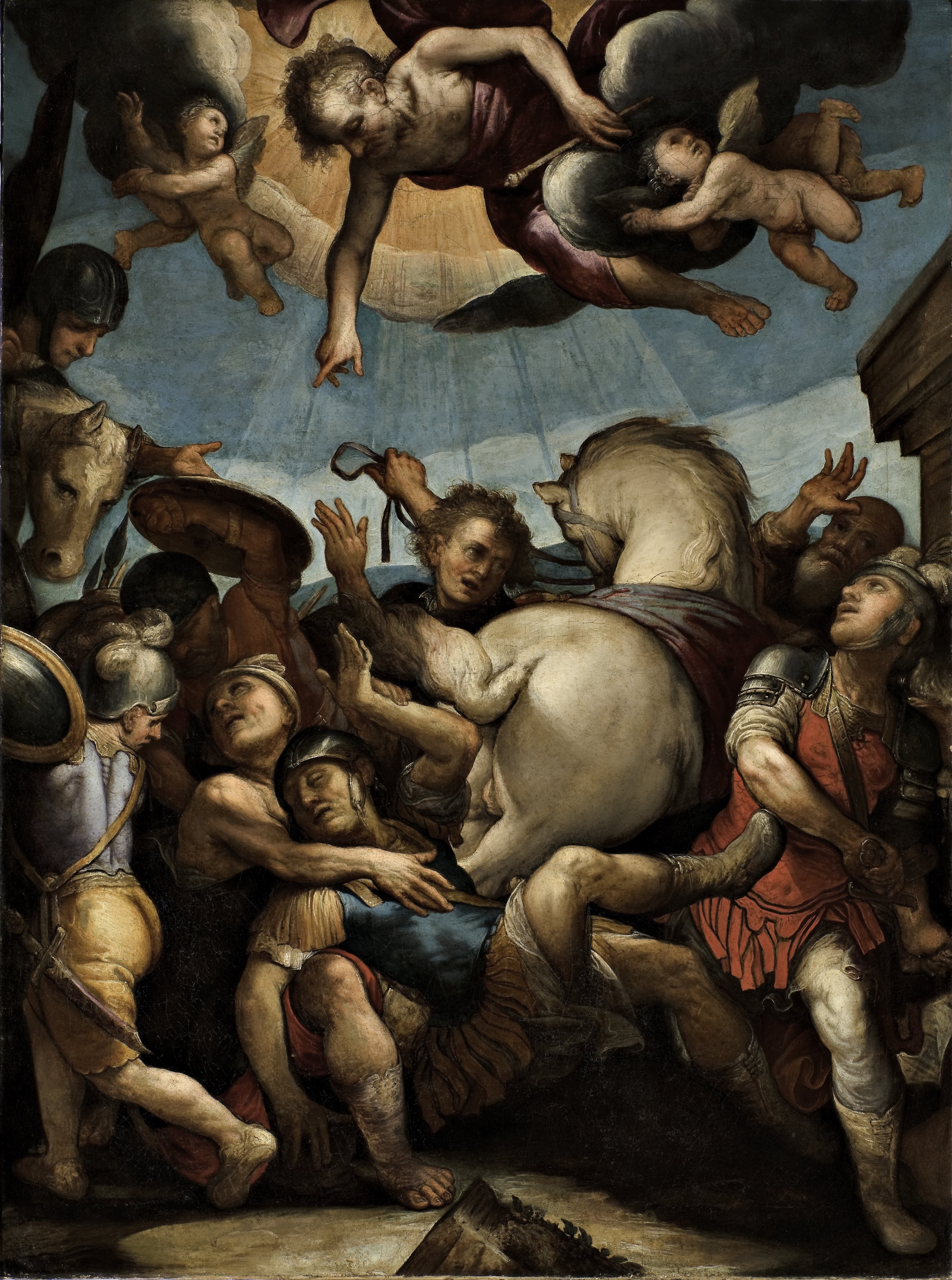
Ferraù Fenzoni - Laconversión de san Pablo
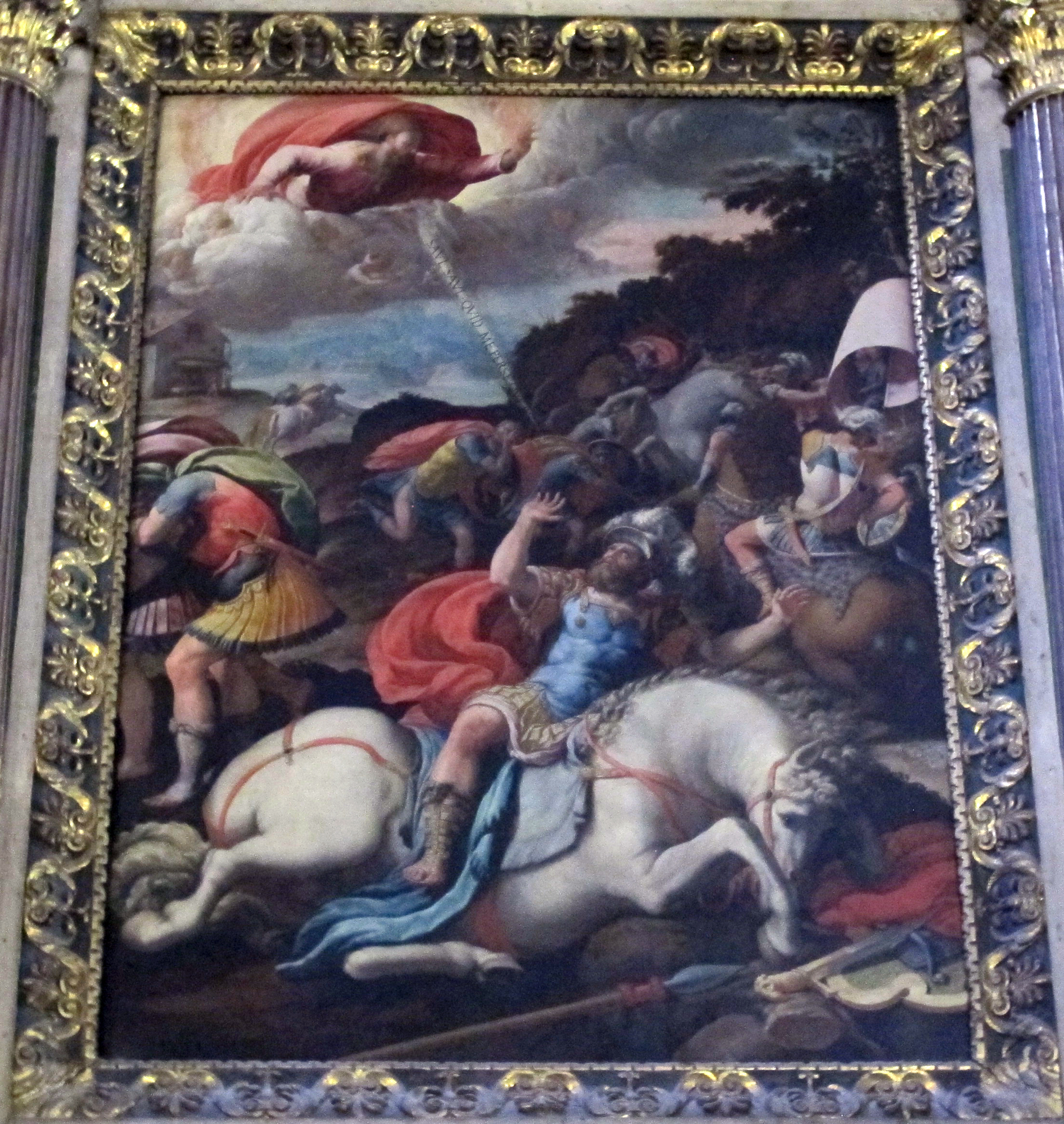
Francesco ruviale, conversione di saulo 04
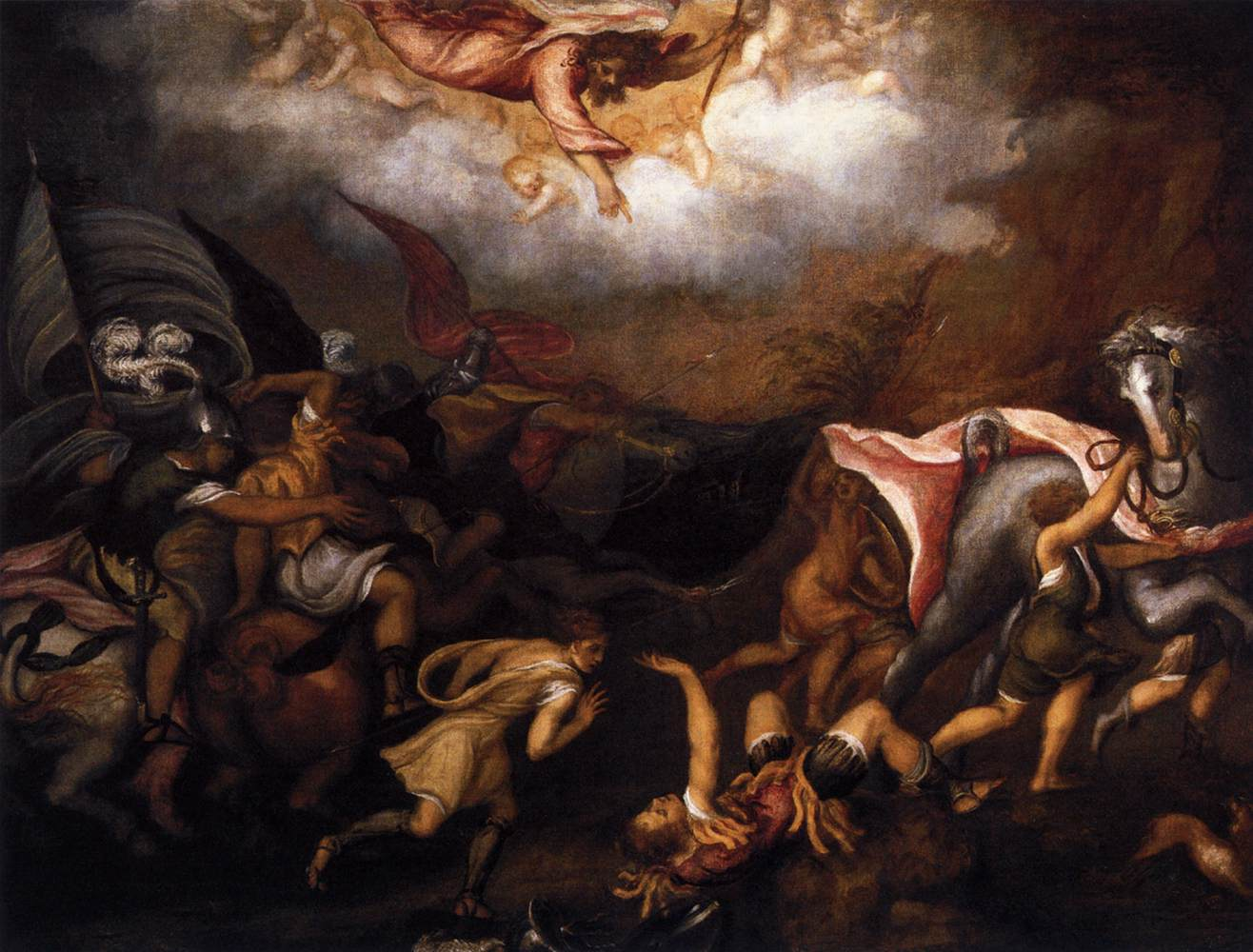
Schiavone 2
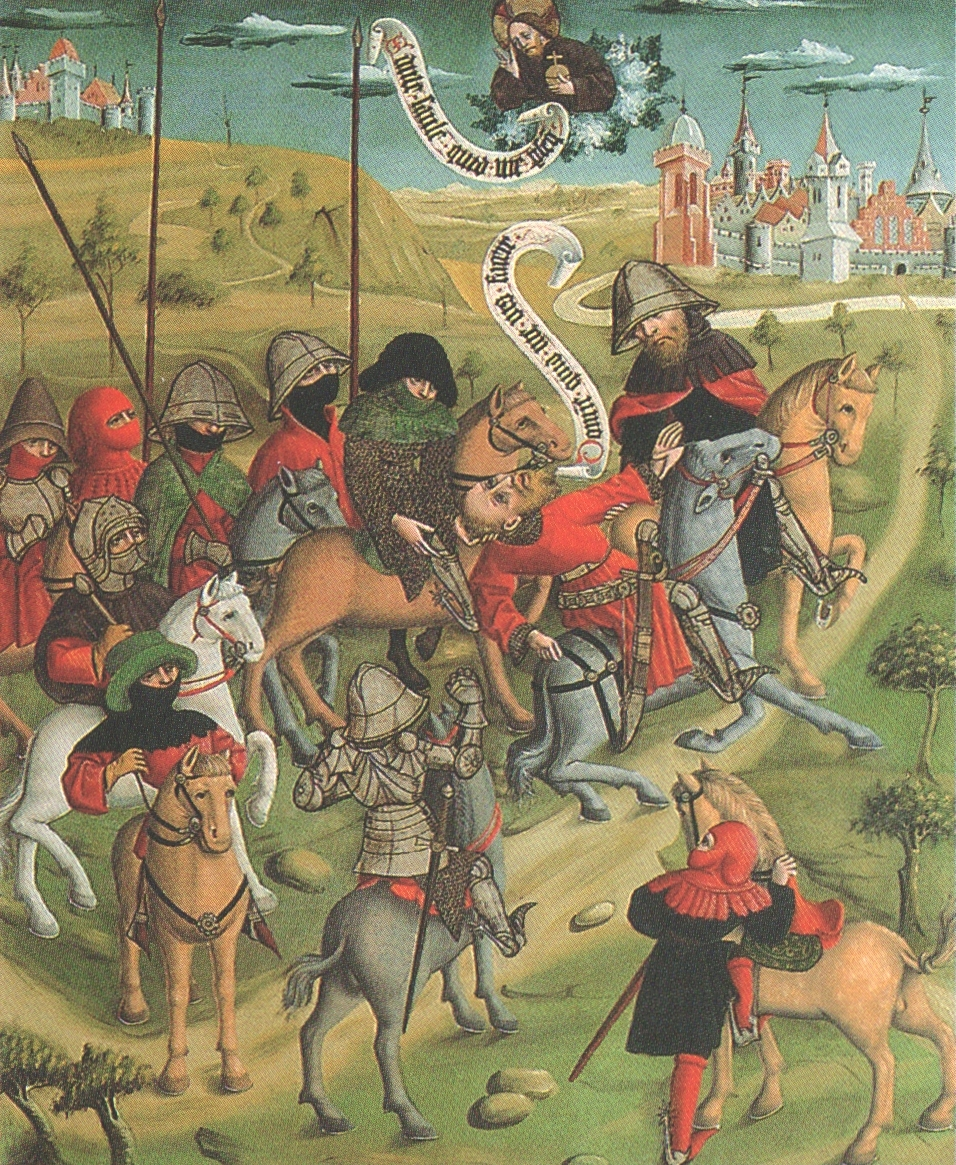
El Altar de la Trinidad- Conversión de San Pablo
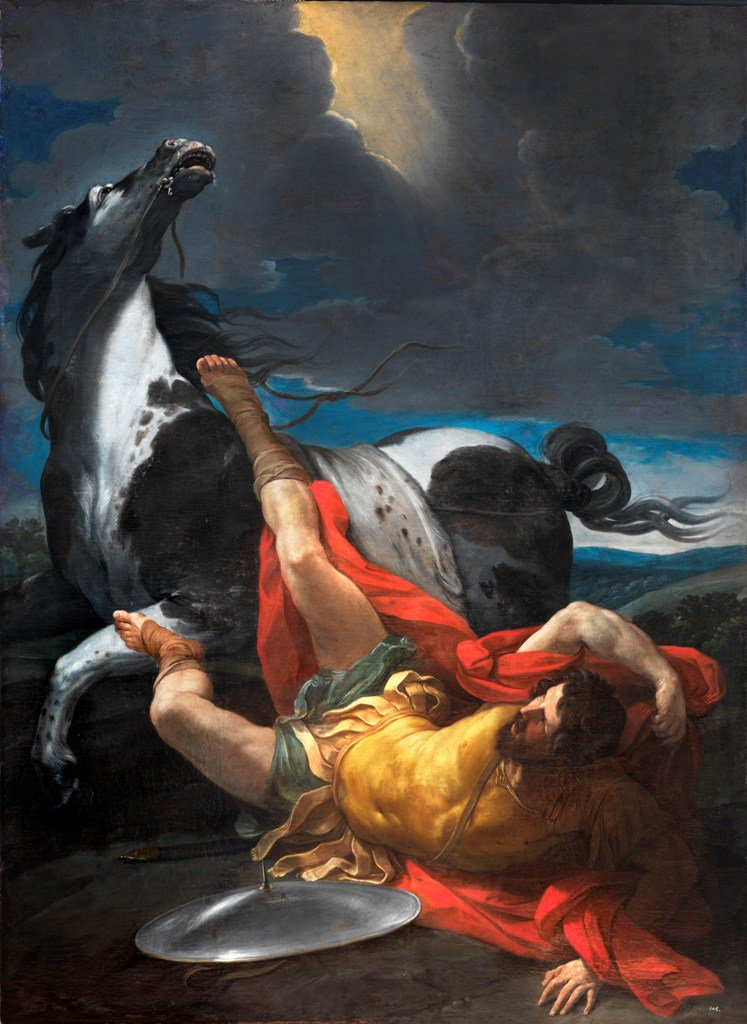
Conversión de Saulo (Reni)
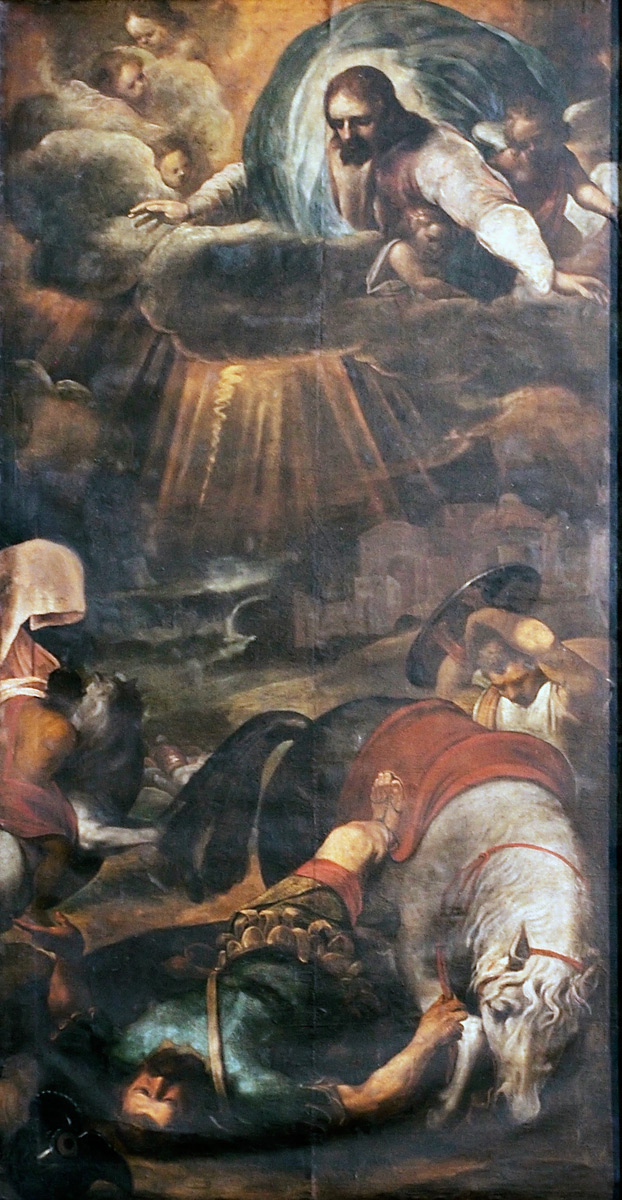
Cárdenas - Conversión de San Pablo 20140710
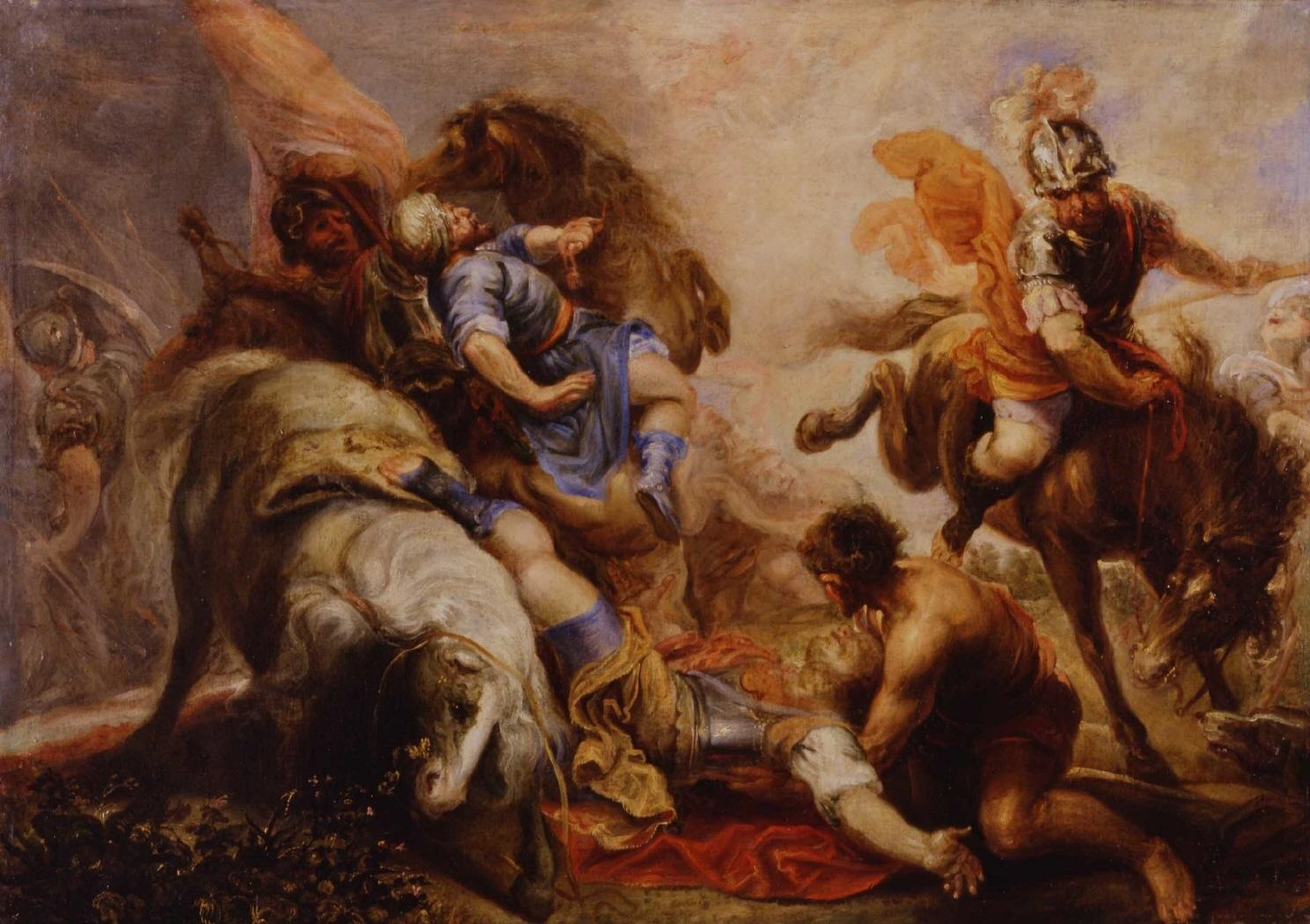
Escalante 001
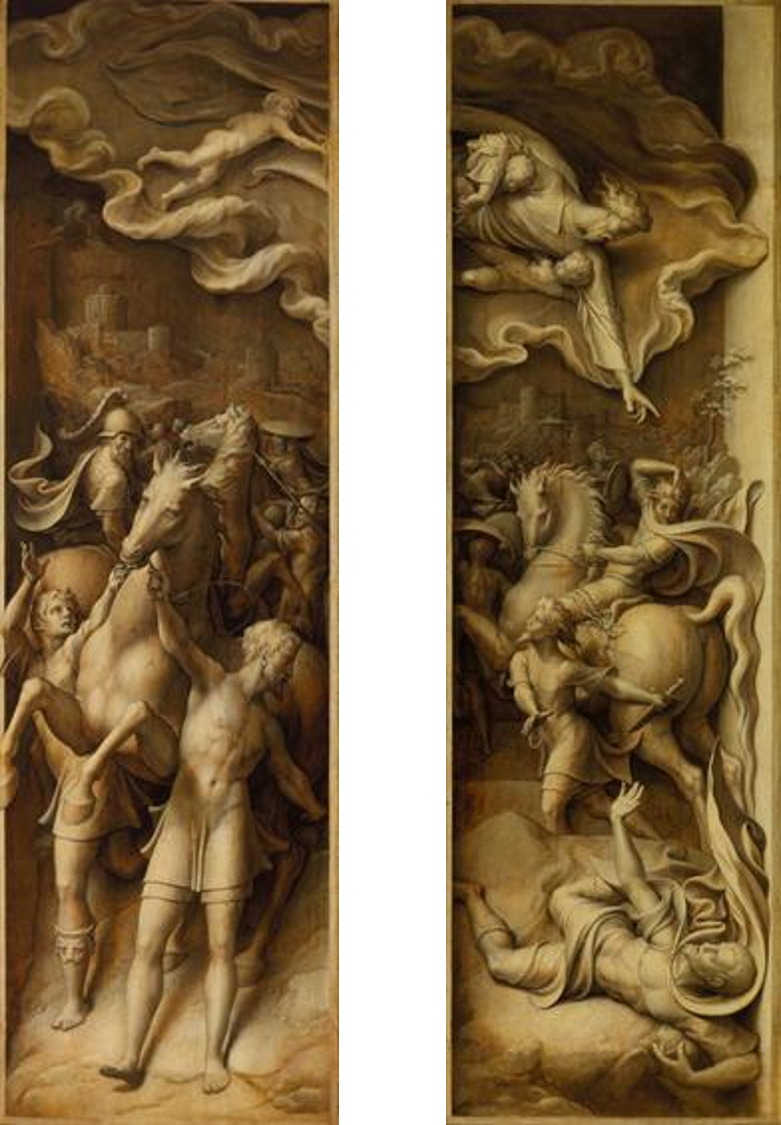
Tríptico da Descida da Cruz (c. 1540-1545) - Pieter Coecke van Aelst (closed)
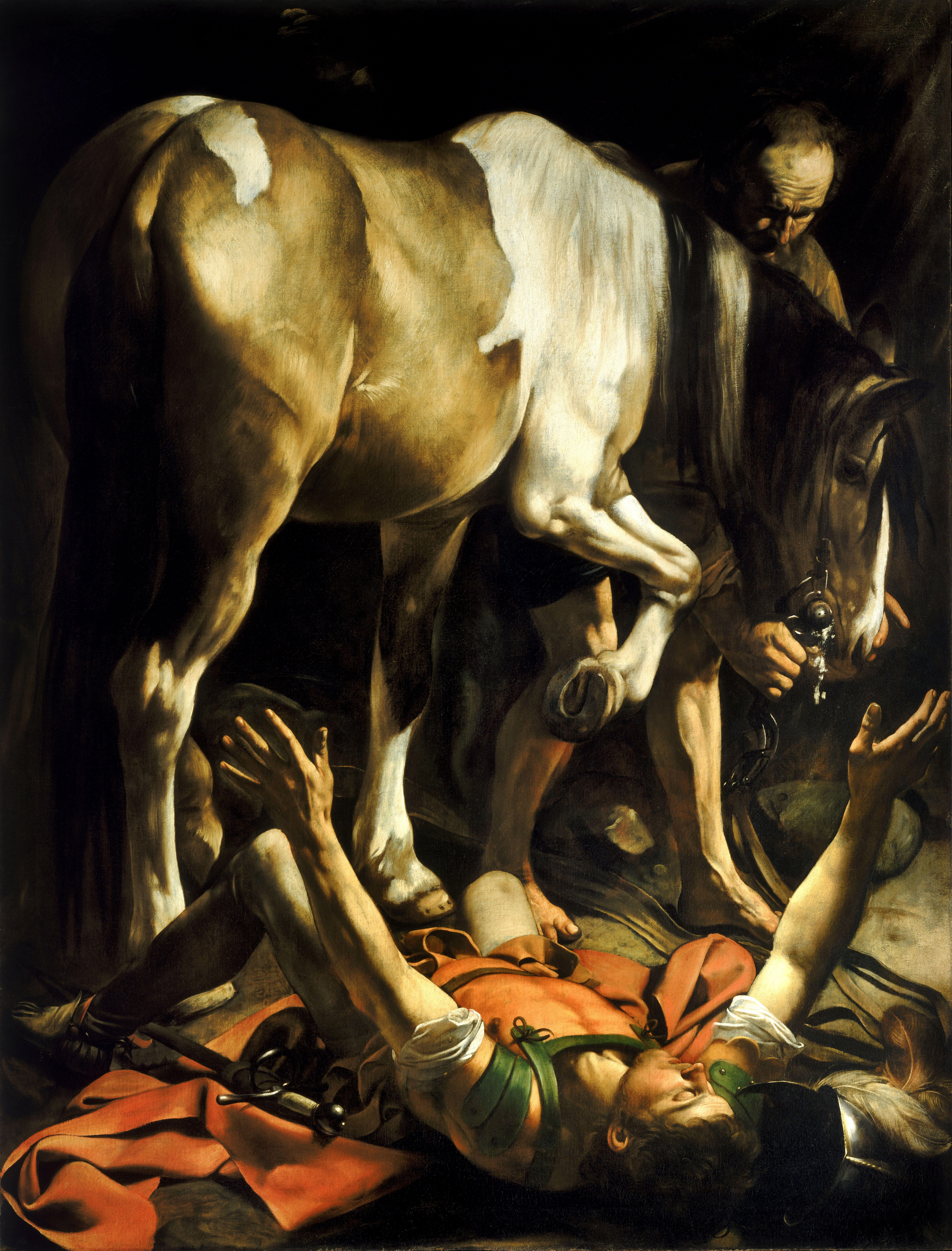
La conversión de San Pablo en el camino a Damasco, Caravaggio (c.1600-1)

En el arte medieval y el primer renacimiento tuvo algún tratamiento (Lorenzo Veneziano, grabados de Alberto Durero), pero es a partir del manierismo cuando se convierte en un tema muy tratado:
- La conversión de san Pablo (Parmigianino), 1527.
- La conversión de San Pablo (Bonifazio Veronese), de Bonifazio Veronese (Galería de los Uffizi).
- La conversión de San Pablo (Miguel Ángel), 1549, en la Capilla Paulina del Vaticano, encargada por Paulo III para esa advocación específica, por ser de su particular devoción (la arquitectura es de Antonio da Sangallo el Joven).
- La conversión de San Pablo (Brueghel), 1789, de Peter Brueghel el Viejo.

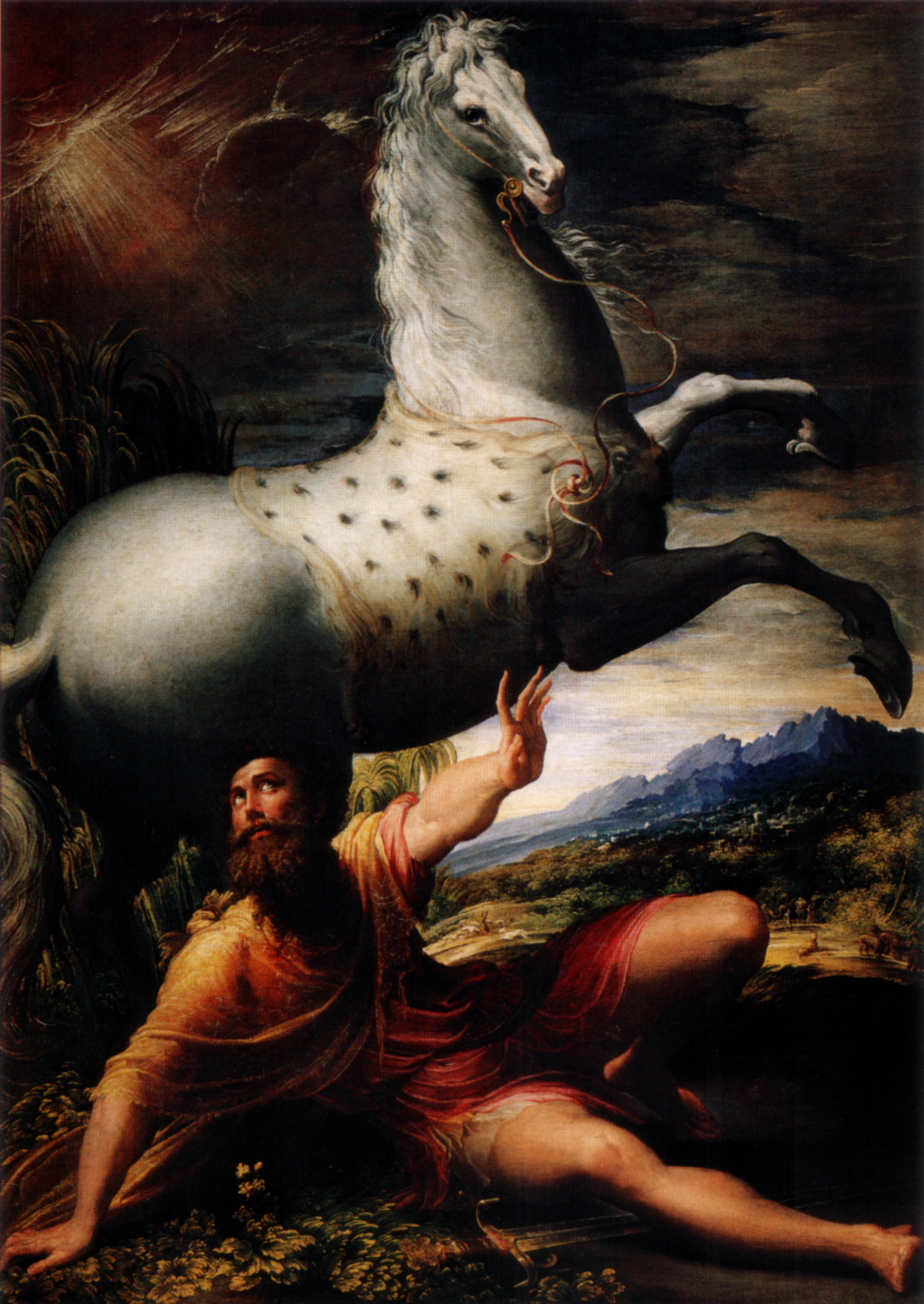
Parmigianino (1527)
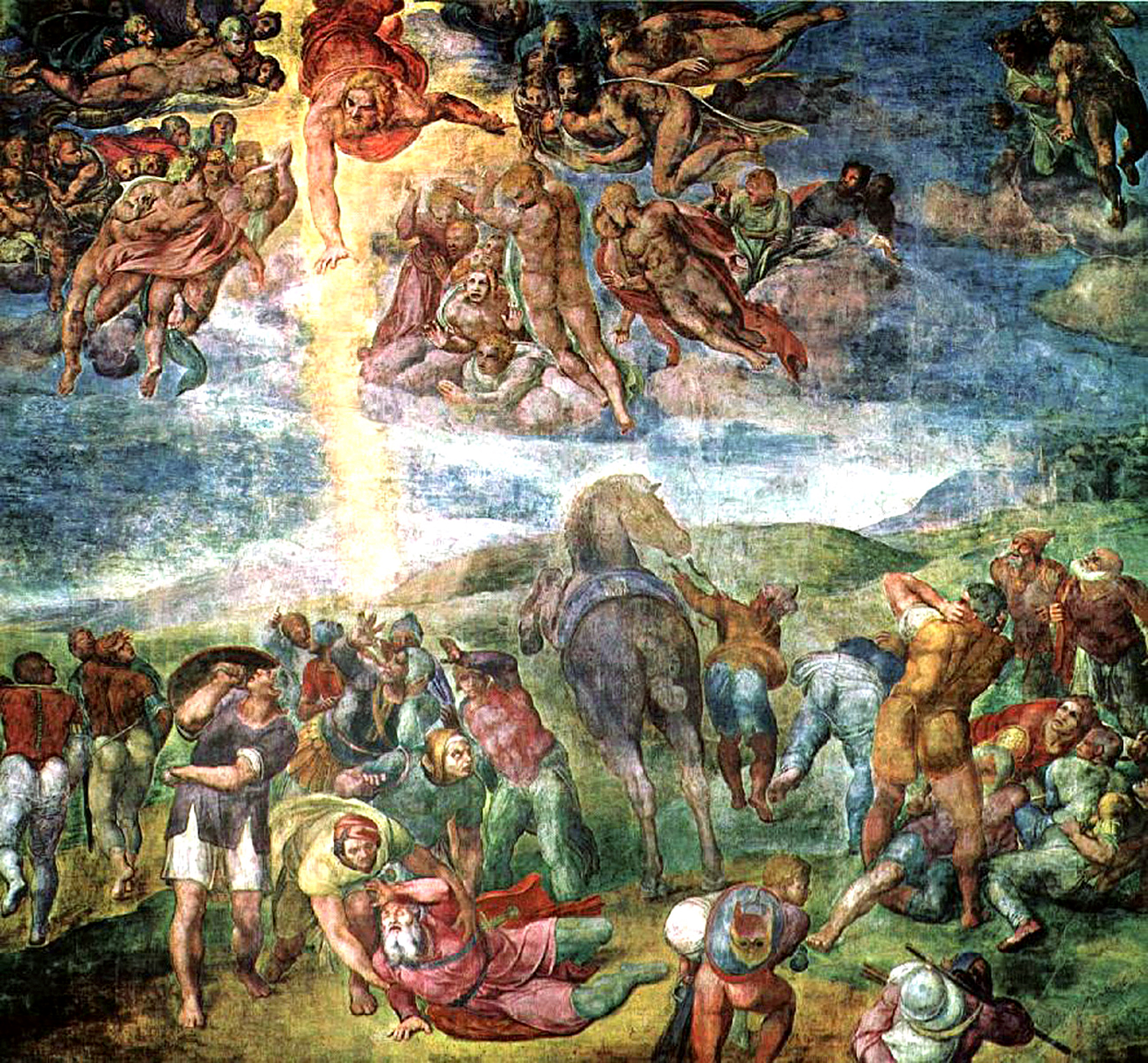
Miguel Ángel (1549)
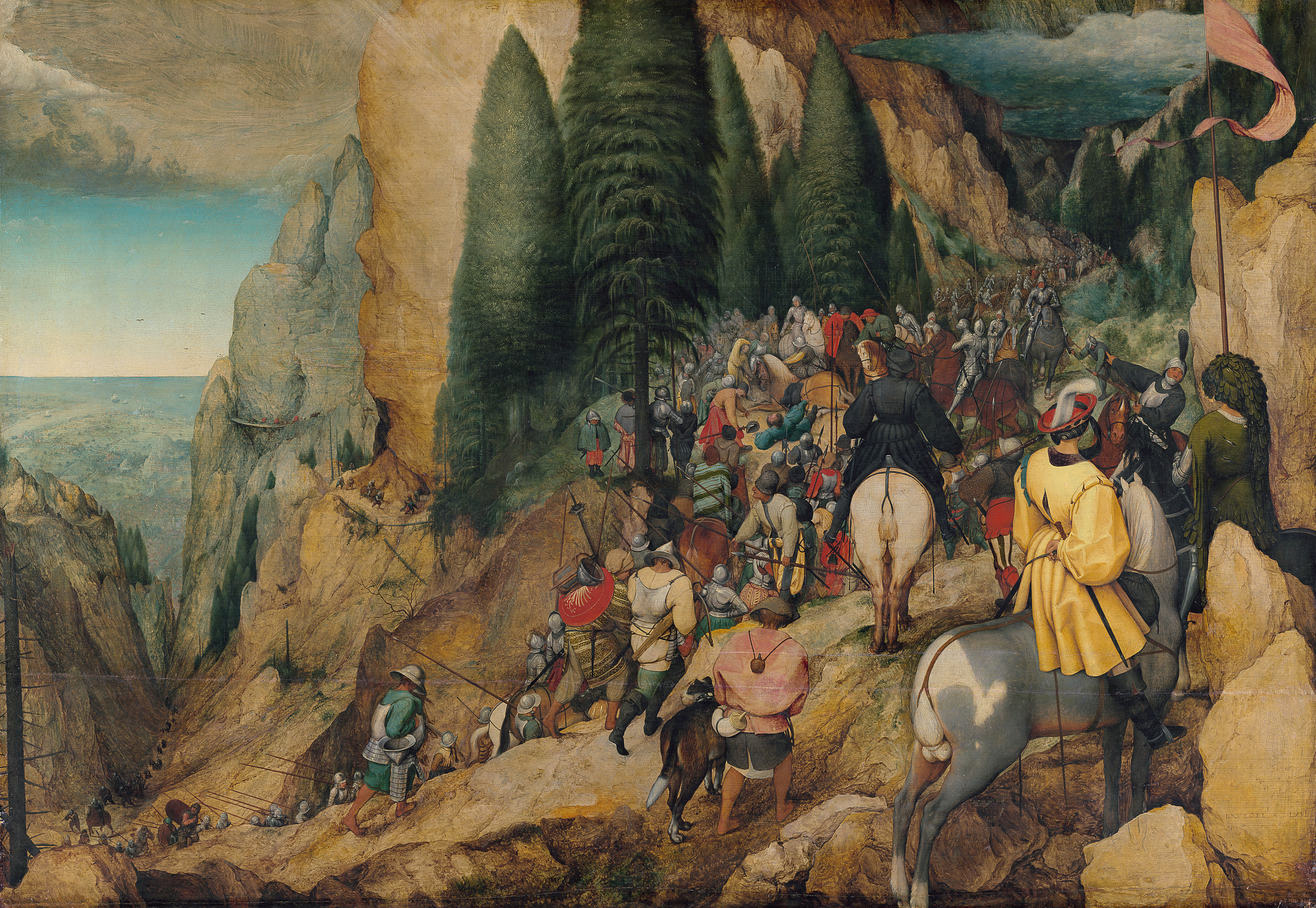
Pieter Brueghel el Viejo (1567)

Caravaggio tiene dos versiones, ambas fechadas en torno a 1600-1601 y ambas conservadas en Roma: una en la colección Odescalchi Balbi; y otra en Santa Maria del Popolo. El atrevimiento de Caravaggio en la representación de esta escena originó una curiosa polémica. Se preguntó al pintor: ¿Por qué has puesto al caballo en medio y a San Pablo en el suelo? ¿Es acaso el caballo Dios? ¿Por qué? El artista respondió: No, pero el animal está en el centro de la luz de Dios.

Caravaggio, colección Odescalchi
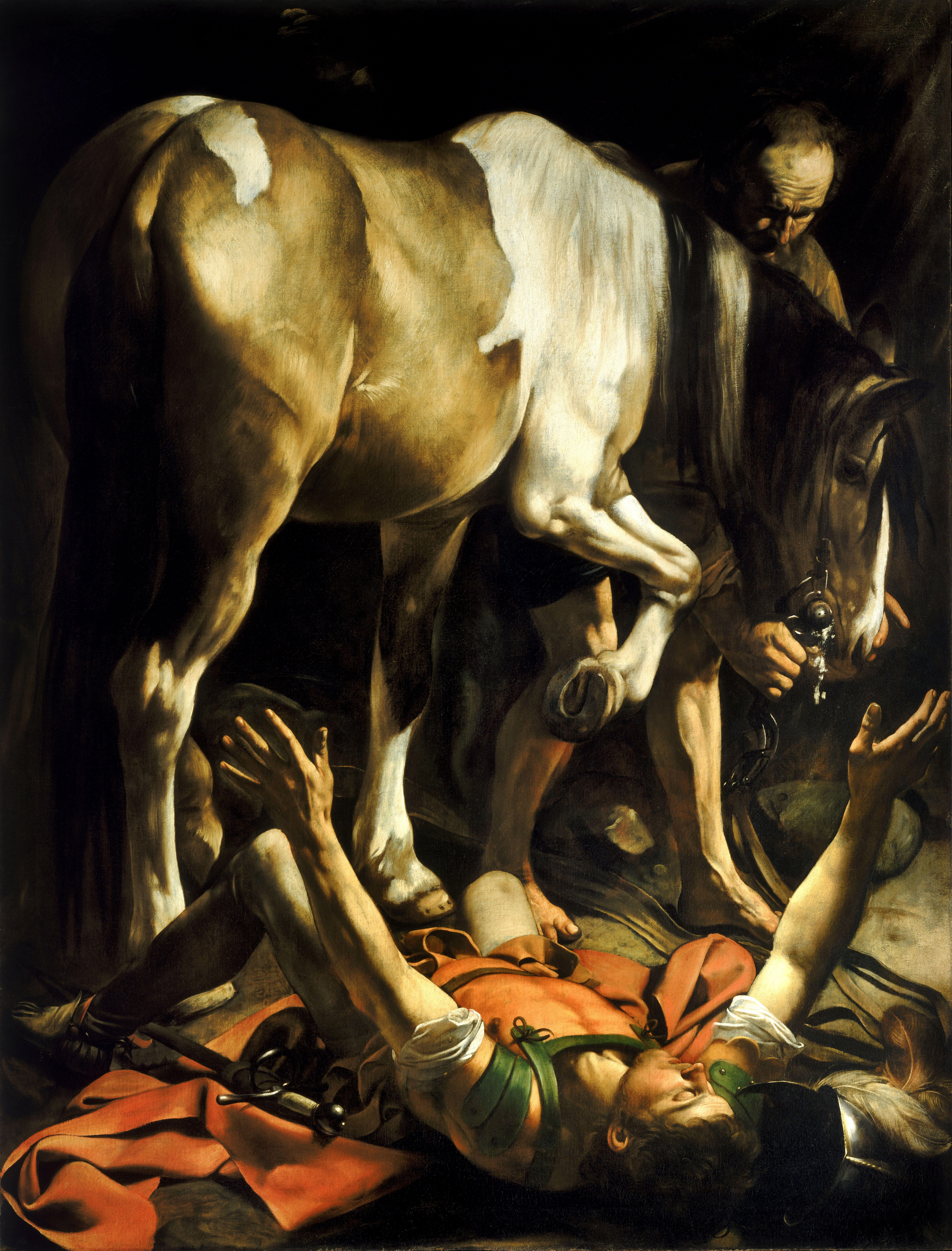
Caravaggio, Santa Maria del Popolo

A partir de Caravaggio, que inaugura la pintura barroca, muchos otros pintores han representado el tema:
- La conversión de San Pablo (Rubens), de Peter Paul Rubens (ca. 1620), de la Gemäldegalerie de Berlín, se perdió en 1945 y se desconoce su paradero actual.
- La conversión de San Pablo (Cortona), de Pietro de Cortona (1630), que tiene como tema la imposición de manos de Ananías.
- La conversión de San Pablo (Francisco Camilo), de Francisco Camilo (Museo Provincial, Segovia).
- La conversión de San Pablo (Lucas Jordán), de Lucas Jordán (ca. 1690).
- La conversión de san Pablo (Vincenzo Camuccini), de Vincenzo Camuccini (1834), para la basílica de San Pablo Extramuros en Roma.
- Conversión de San Pablo, cuadro de Ignacio de Ries;
- La conversión de san Pablo, cuadro de Juan Bautista Maíno;

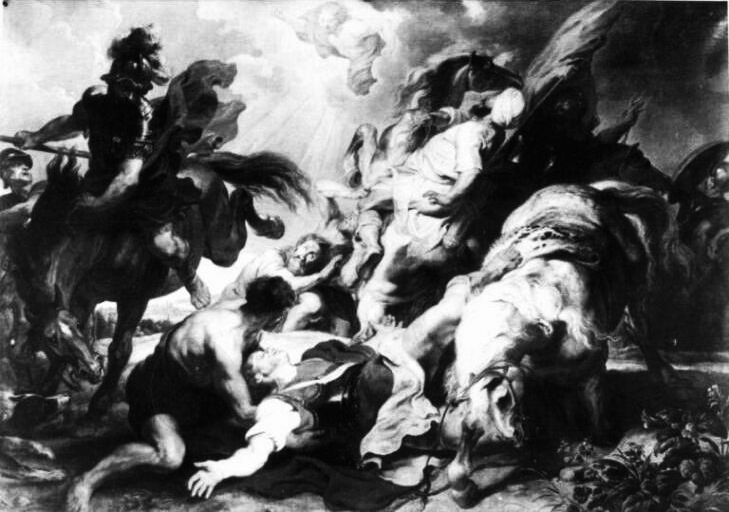
Rubens (ca. 1620). Fotografía anterior a 1945
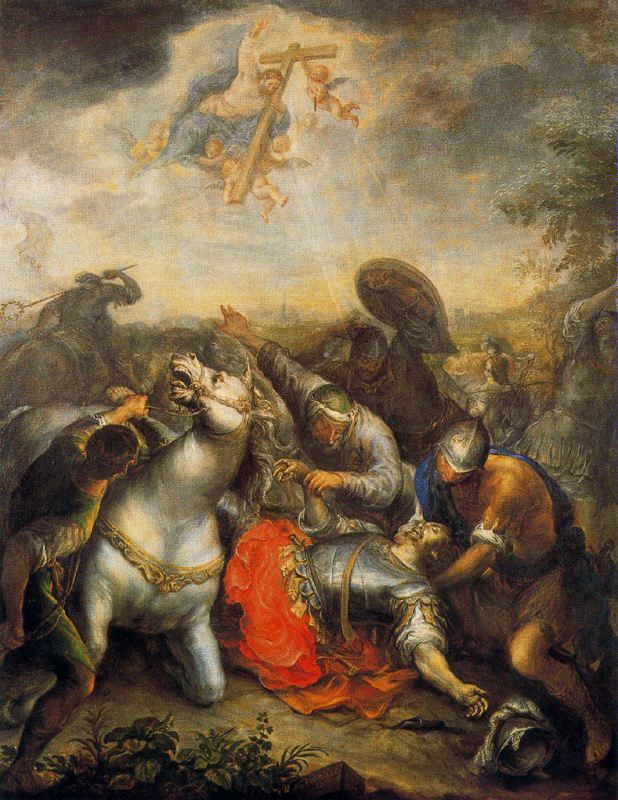
Francisco Camilo
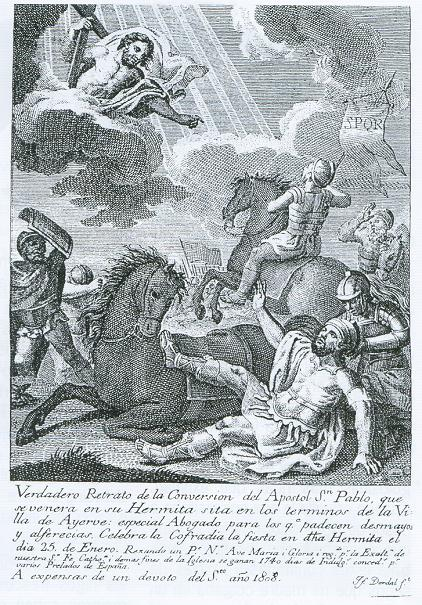
Grabado del cuadro de la capilla de Ayerbe
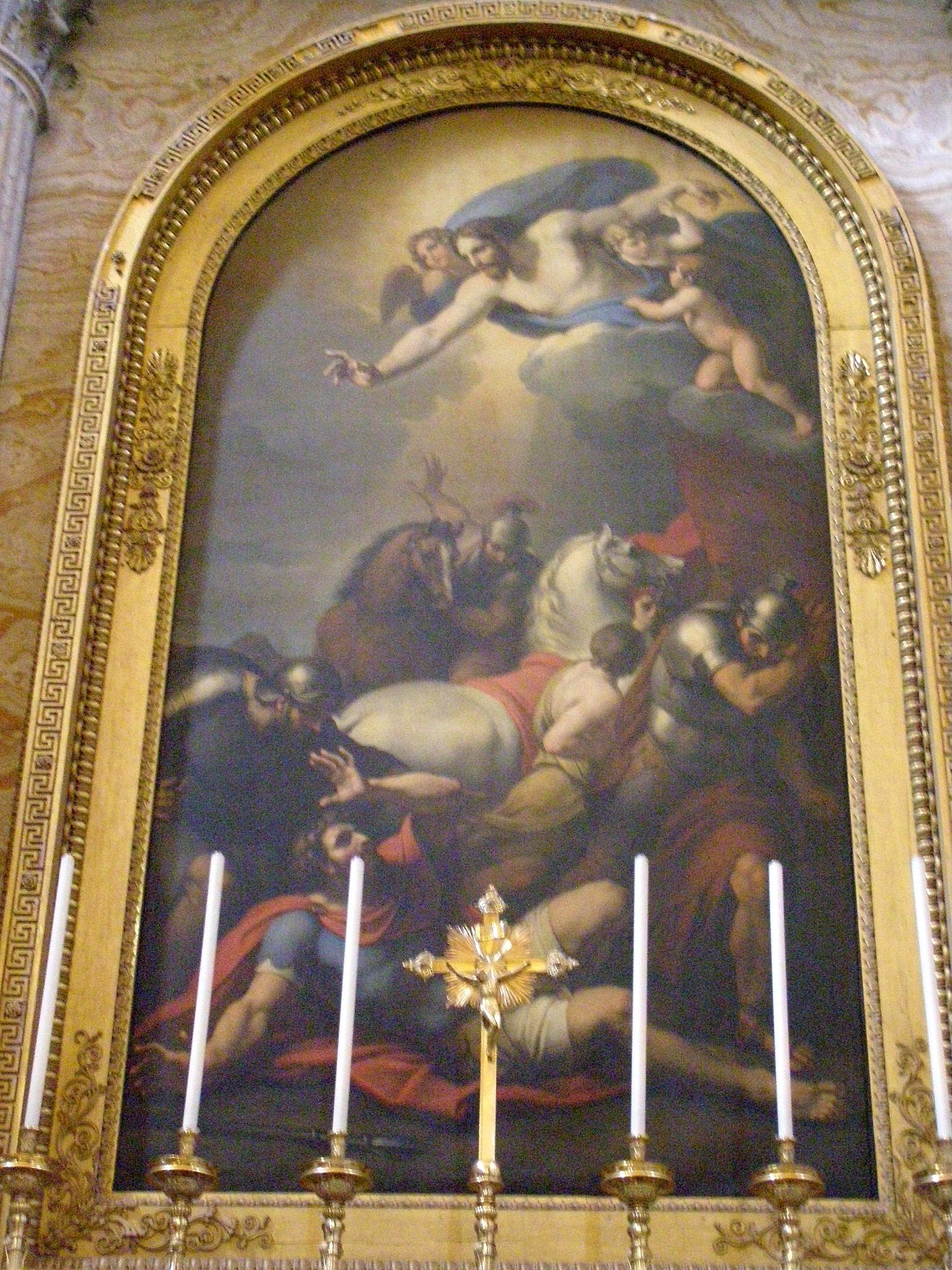
Vincenzo Camuccini (1834)
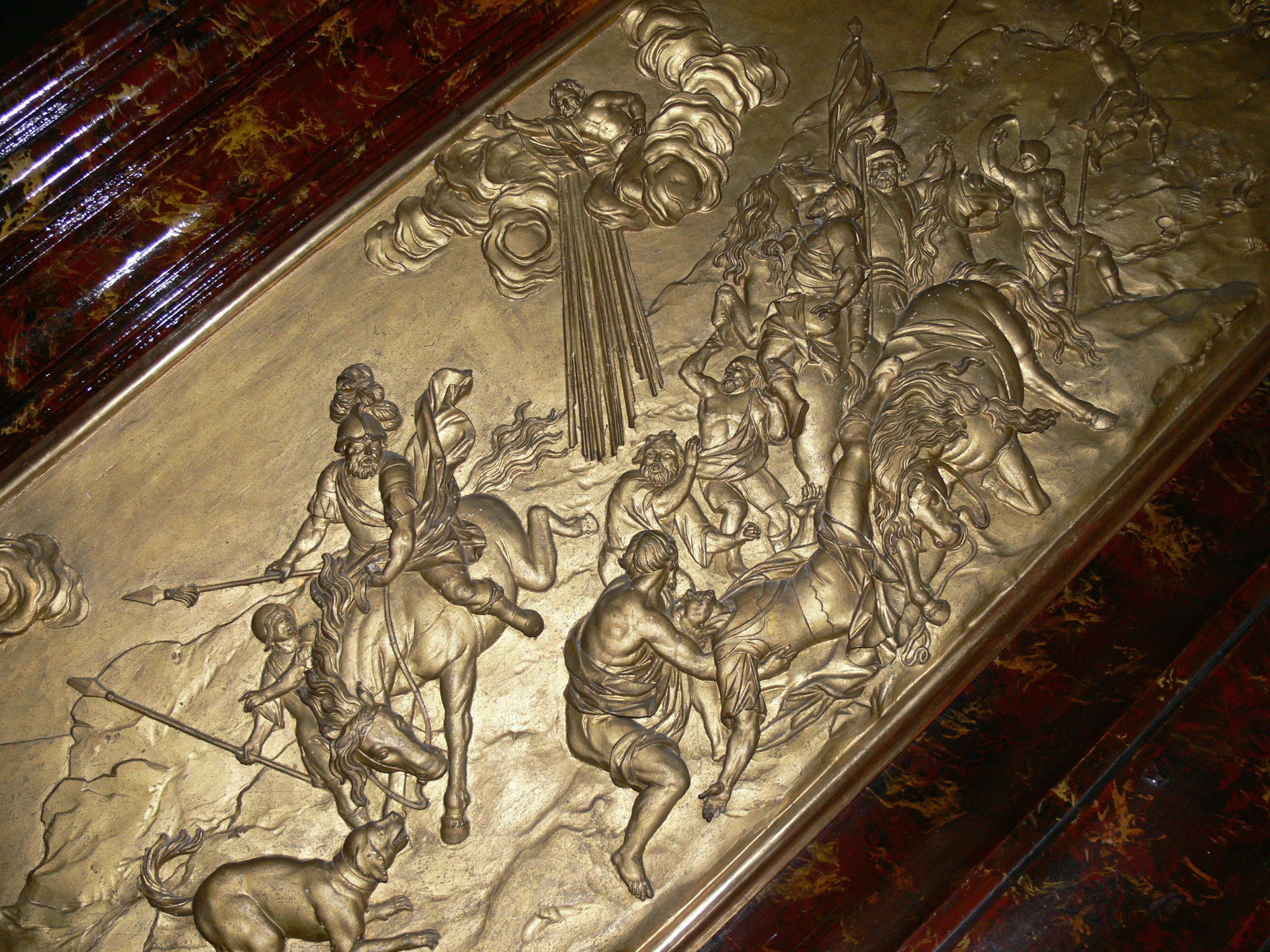
Púlpito de la Abadía de San Pablo en Lavanttal
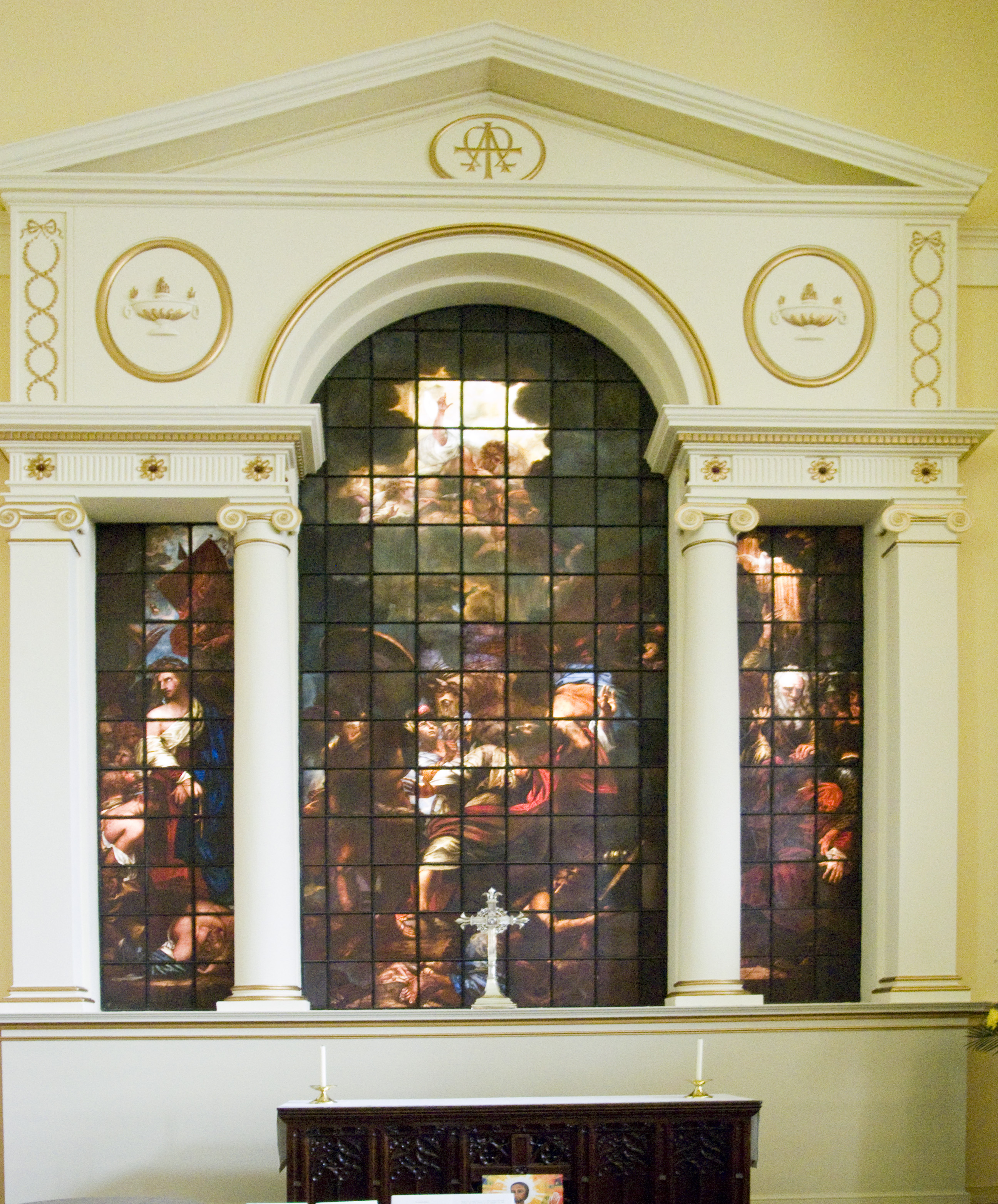
Vidriera de la iglesia de San Pablo de Birmingham (Francis Eginton, 1791, sobre una pintura de Benjamin West, 1786)

### En la literatura

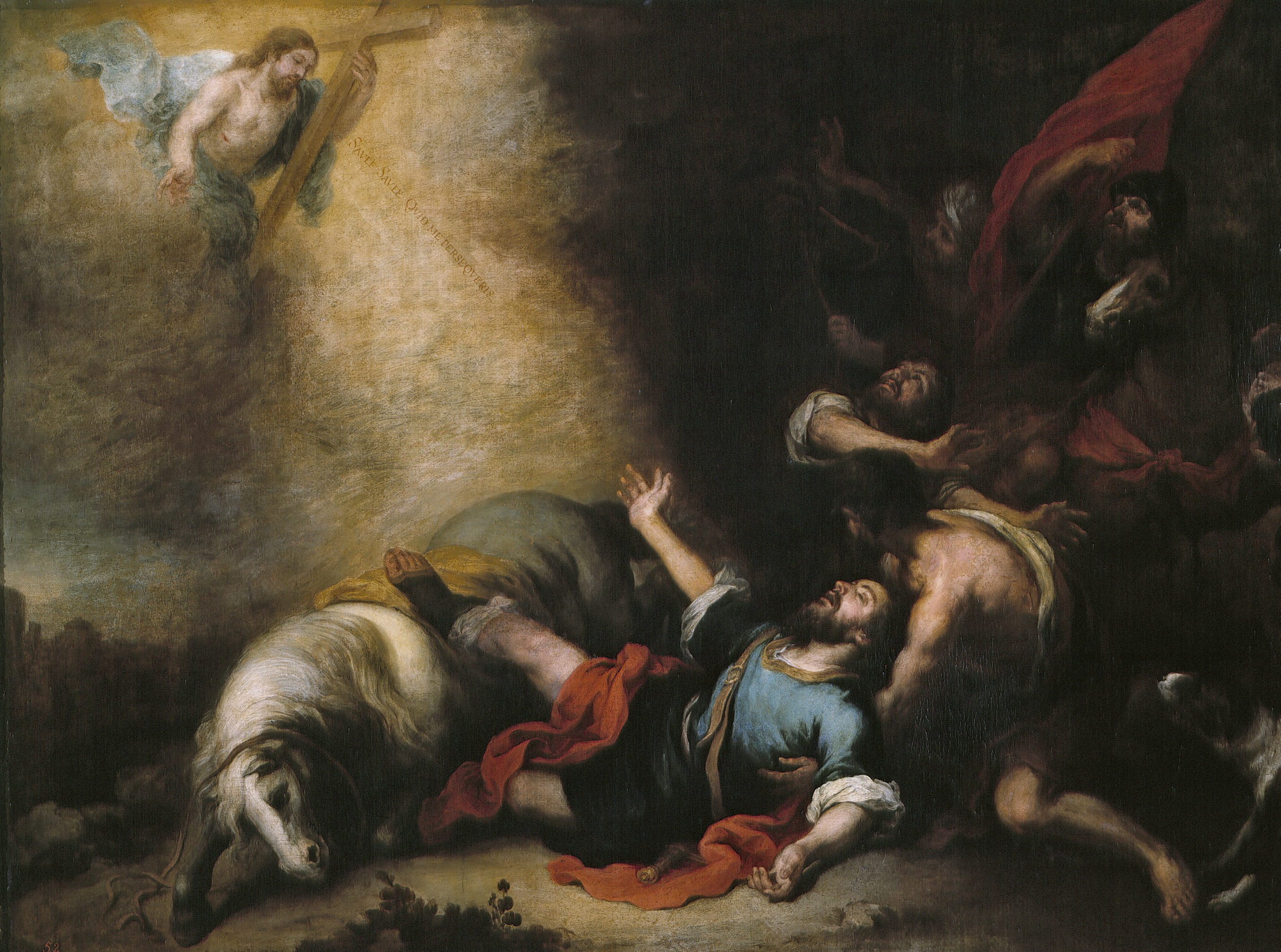
Murillo

El capítulo diecisiete de la novela de Ralph Ellison de 1952 El hombre invisible incluye un recurso literario relacionado con la conversión de Saulo en Pablo: "Empiezas siendo Saulo y acabas siendo Pablo", decía a menudo mi abuelo. Cuando eres joven, eres Saulo, pero deja que la vida te golpee un poco en la cabeza y empiezas a intentar ser Pablo, aunque sigues siendo Saulo de vez en cuando".
La conversión de Pablo es el tema de la obra medieval La conversión de San Pablo en Digby.

### En la música
La conversión de Pablo es el argumento principal del oratorio Paulus (San Pablo), MWV A 14 / Op. 36]] de Felix Mendelssohn Bartholdy. (1833-36). También es tema del motete coral Saule, Saule, quid me persequeris de Giaches de Wert (1535-1596). También es el centro de una pieza a cappella para coro mixto de ocho partes (La conversión de Saulo) compuesta por Z. Randall Stroope.

## Uso popular

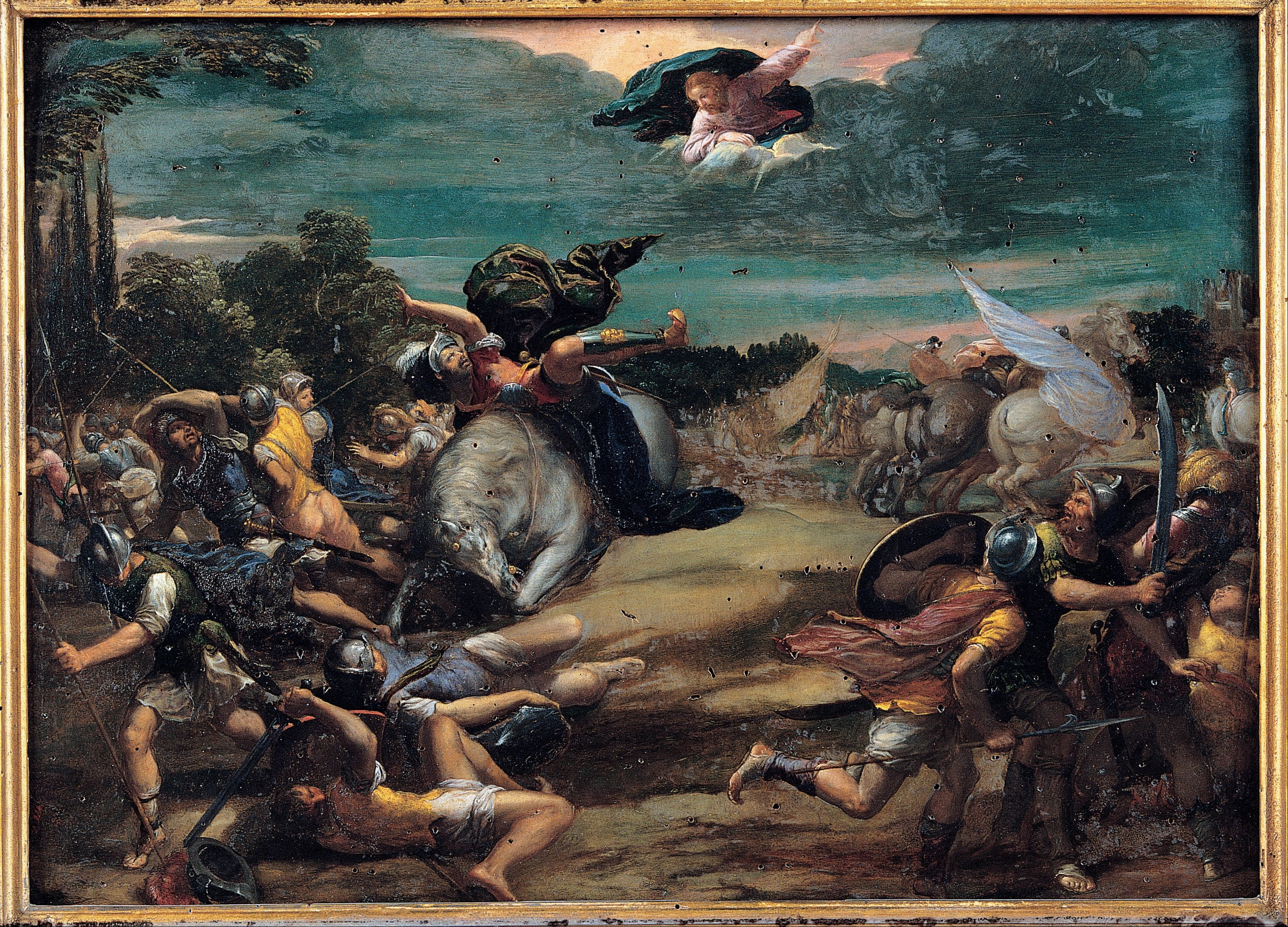
Scarsellino

De la conversión de Pablo, obtenemos la referencia metafórica al "Camino de Damasco" que ha llegado a referirse a una conversión repentina o radical de pensamiento o a un cambio de corazón o de mente incluso en asuntos fuera de un contexto cristiano. Por ejemplo, se dijo que el político australiano Tony Abbott había estado "en su propio camino de Damasco" tras prometer un aumento de los fondos para la salud mental, y un traficante de drogas neozelandés convertido en agente de policía fue descrito igualmente como "el primer paso en el camino de Damasco"." En ciencia ficción, el libro Camino a Damasco se basa en una repentina conversión política de un tanque autoconsciente, la Unidad SOL-0045, "Sonny", un Bolo Mark XX, en el campo de batalla. 

## Día de la fiesta

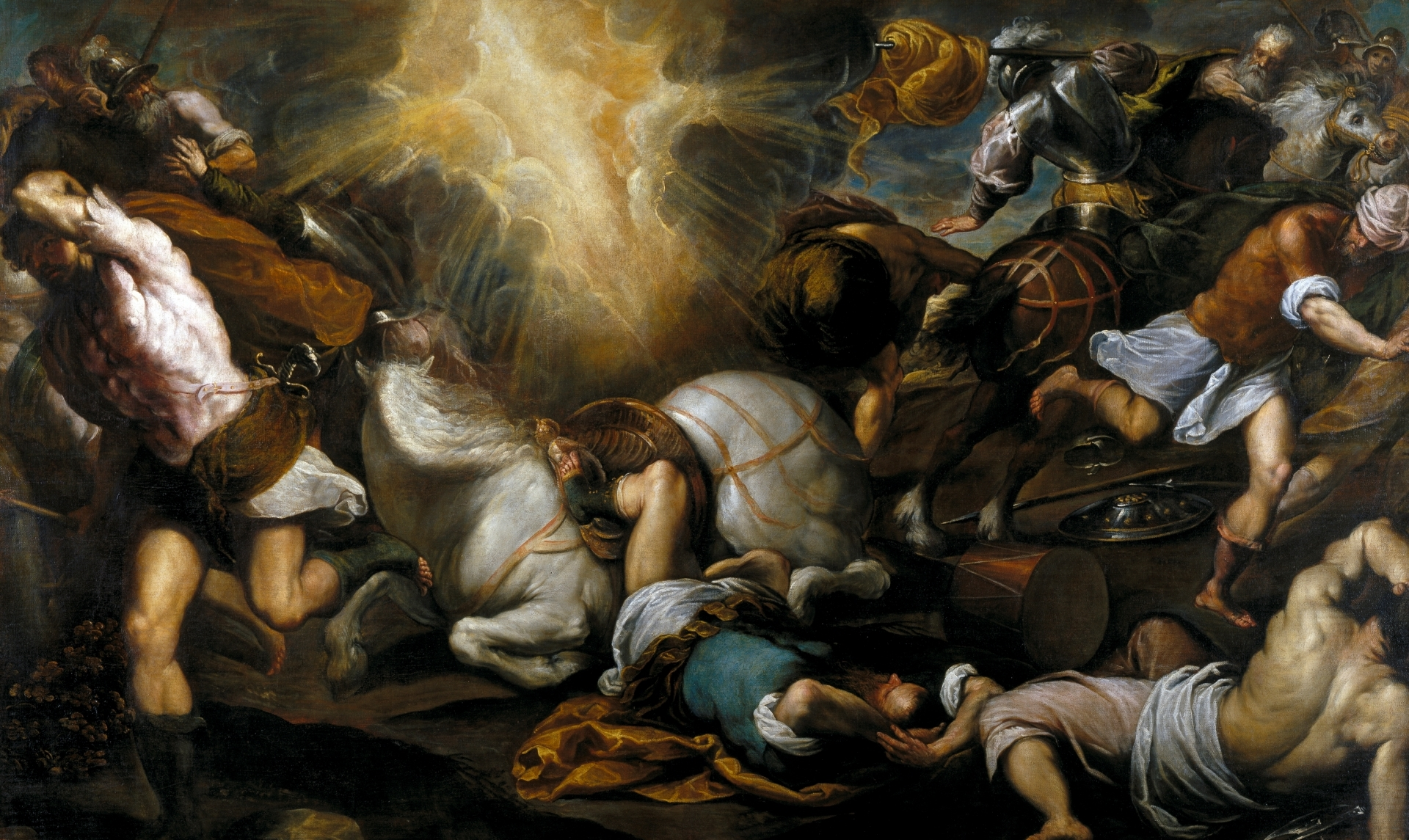
Palma Giovane, Museo del Prado

La Fiesta de la Conversión de San Pablo Apóstol es una fiesta que se celebra durante el año litúrgico el 25 de enero, en la que se relata la conversión. Esta fiesta se celebra en las iglesias católica romana, anglicana y luterana. Esta fiesta es la conclusión del Octavario por la unidad de los cristianos, una celebración ecuménica cristiana internacional que comenzó en 1908, que es una octava (una celebración de ocho días) que abarca desde el 18 de enero (observada en la tradición anglicana y luterana como la Confesión de Pedro, y en la Iglesia católica romana anterior a 1961 como la fiesta de la Cátedra de San Pedro en Roma) hasta el 25 de enero.  En la Inglaterra rural, el día funcionaba de forma muy parecida al día de la marmota en los Estados Unidos actuales. Las supuestas profecías iban desde días buenos que predecían buenas cosechas, hasta nubes y nieblas que significaban pestilencia y guerra en los meses venideros.
La colecta del Misal Romano es:
Oh Dios, que enseñaste al mundo entero
por la predicación del bienaventurado apóstol Pablo,
acércanos, te rogamos, a ti
por el ejemplo de aquel cuya conversión celebramos hoy,
y haznos así testigos de tu verdad en el mundo.